# Pétrarque
 (avril 2025).
Œuvres principales
Canzoniere
Francesco Petracca ou Petrarca, en français François Pétrarque, ou simplement Pétrarque, né le 20 juillet 1304 à Arezzo et mort le 19 juillet 1374 à Arquà, est un érudit, poète et humaniste italien de la république de Florence. Avec Dante Alighieri et Boccace, il compte parmi les auteurs fondateurs de la littérature italienne.
Pétrarque passe à la postérité pour la qualité de sa poésie qui met en vers son amour pour Laure de Sade. Son Canzoniere dans lequel il rénove la manière des écrivains du « dolce stil novo », a eu une influence stylistique et linguistique majeure.
C'est dans cette œuvre qu'il se présente comme « une sorte de Janus regardant à la fois vers le passé et l'avenir, l'antiquité et la chrétienté, la frivolité et le recueillement, le lyrisme et l'érudition, l'intérieur et l'extérieur ».
Il est également reconnu comme celui qui a retrouvé les Correspondances de Cicéron jusqu'alors perdues. Ces dernières sont à l'origine de la volonté de Pétrarque de publier ses propres lettres.

## Biographie
« Le lundi 22 juillet de l’an 1304, au lever de l’aurore, dans un faubourg d’Arezzo appelé l’Horto, je naquis, en exil, de parents honnêtes, Florentins de naissance et d’une fortune qui touchait à la pauvreté. »

— Pétrarque, Epistola ad Posteros (Épître à la Postérité).
Fils du notaire Ser Pietro di Parenzo (it), Pétrarque passa son enfance dans le village d'Incisa in Val d'Arno, proche de Florence, car son père avait été banni de la cité florentine par les Guelfes noirs en 1302 en raison de ses liens politiques avec Dante. Le notaire et sa famille rejoignirent ensuite Pise puis Marseille et le Comtat Venaissin.

### Études à Carpentras

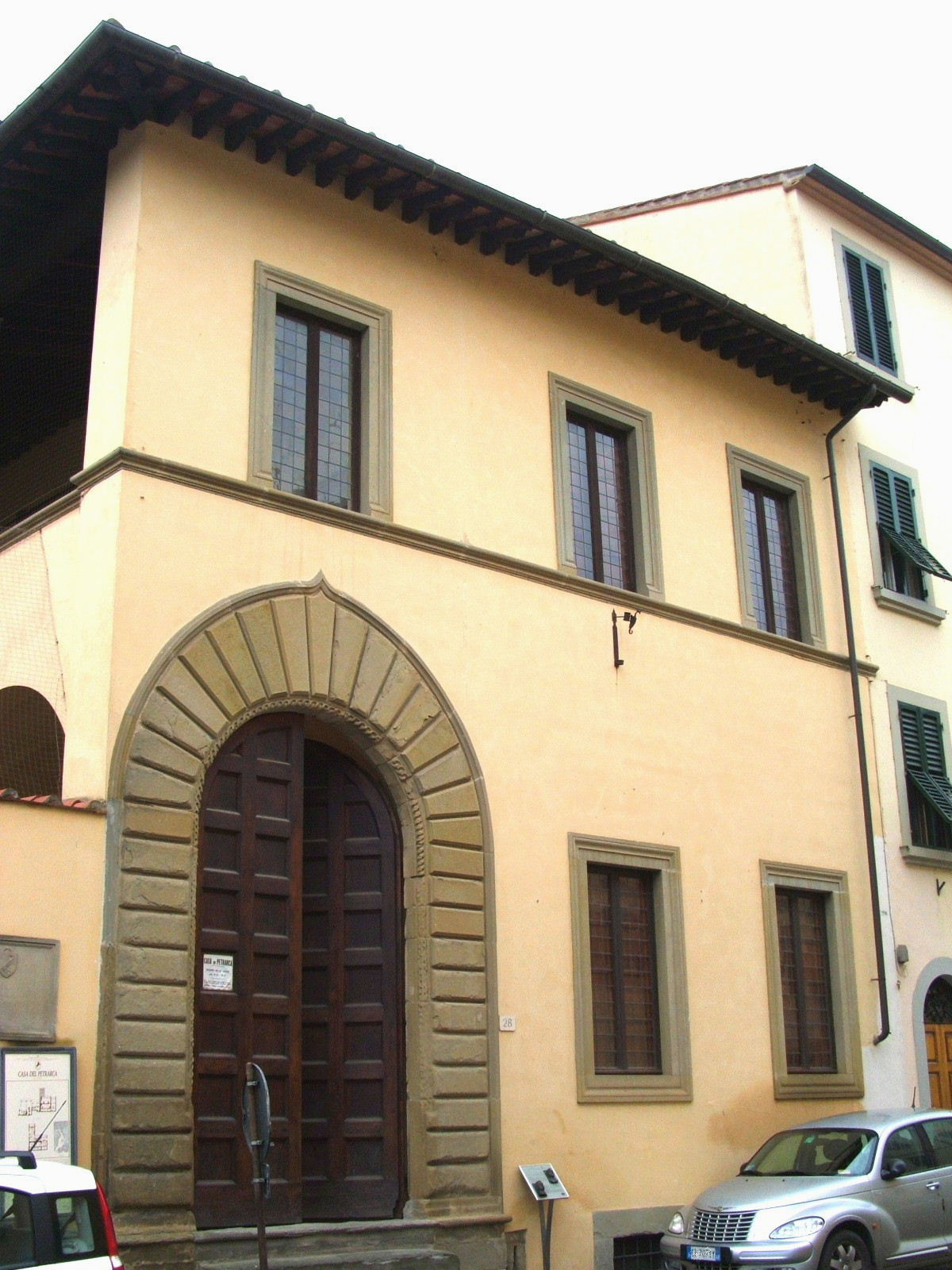
La maison natale de Pétrarque à Arezzo.

Les exilés arrivèrent à Avignon en 1312 puis François s’installa à Carpentras où « il fit ses humanités sous l'autorité de l’excellent maître toscan Convenole de la Prata ». La tradition veut que celui-ci ait reçu de son élève un livre de Cicéron contenant, entre autres, le De Gloria aujourd’hui perdu. Toujours gêné pécuniairement, le maître avait engagé ce livre et, malgré les offres de Pétrarque pour le lui racheter, il refusa toujours par fierté. À sa mort, le poète gémit d’avoir « perdu à la fois son livre et son maître ». Ce fut pourtant de lui que le jeune homme acquit le goût des belles lettres. Dans une lettre à son ami d’enfance, Guido Settimo, archevêque de Gênes, qui étudia avec lui chez le maître toscan, il rappelle : 

« Je séjournai quatre ans à Carpentras, petite ville voisine d’Avignon, du côté du levant, et dans cette ville j’appris un peu de grammaire, de dialectique et de rhétorique, autant que l’on peut en apprendre à cet âge et qu’on peut en enseigner à l’école. »

Pour payer ses études, son père donnait chaque année au recteur du collège quatorze éminées de blé, et le futur poète devait apporter son vase à vin et son gobelet pour boire au cours des repas.
À Carpentras, le jeune Pétrarque vécut un moment important. Il assista, le 1er mai 1314, à l’arrivée du Sacré Collège venu élire un nouveau pape. Les vingt-trois cardinaux — dont quinze Français et huit Italiens — entrèrent en conclave puis durent se disperser face à l’attaque armée des Gascons de la famille de Clément V, le pape défunt.

### Universités

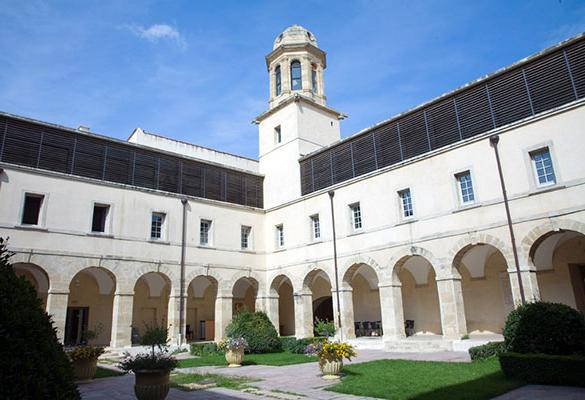
Cloître de la faculté de droit de Montpellier

François, qui avait terminé ses études, quitta Carpentras pour suivre des cours de droit à l'Université. C'est lui-même qui nous indique son cursus :

« Je me rendis à Montpellier, où je consacrai quatre années à l'étude des lois ; puis à Bologne, où pendant trois ans, j'entendis expliquer tout le corps du droit civil. »

— Épître à la Postérité
Il arriva à Montpellier au cours de l'automne 1316 et y apprécia son séjour estudiantin si l'on en croit cette confidence épistolaire :

« Là-bas aussi, quelle tranquillité avions-nous, quelle paix, quelle abondance, quelle affluence d'étudiants, quels maîtres ! »

— Pétrarque, Lettres familières aux amis
En 1318 ou en 1319, Pétrarque perdit — en tant qu'adolescent — sa propre mère, Eletta, qui était alors âgée de 38 ans. « Détail véridique ou inventé, c'est cette disparition qui lui fit écrire ses premiers vers, une élégie de trente-huit hexamètres latins en hommage à cette mère morte à trente-huit ans ».
Pourtant, ce fut dans cette cité universitaire qu'à peine un ou deux ans plus tard, se déroula un autre drame. En 1320, son père brûla ses livres. Lui et son cadet Gérard partirent alors continuer leurs études à Bologne, le plus grand centre européen d'études juridiques.
Ils étaient accompagnés de Guido Settimo, rencontrèrent les trois fils de l'influente et puissante famille Colonna, Agapito, Giordano et Giacomo et se lièrent avec ce dernier. Ce fut là, dès l'automne 1320, que le jeune homme prit conscience de la naissance d'une nouvelle forme de poésie écrite, non plus en latin, mais en langue vulgaire, le plus souvent le toscan.
La famille Colonna a une importance considérable pour Pétrarque ; il entre en 1325 au service de celle-ci à travers Giacomo et son père, Stefano le Vieux, et jusqu'en 1347. Il voue à la figure parentale de Stefano une affection et une admiration considérable, ayant trouvé en devenant orphelin des deux parents — le père de Pétrarque mourut en avril 1326 — un père modèle qui lui permettra de faire face aux aléas de la vie. Dans les Correspondances, il témoigne de reconnaissance pour ce lien néo-parental.
Les deux frères ne revinrent à Avignon qu’à la mort de leur père, abandonnant leurs études de droit. François, âgé de 22 ans, attiré par la Cour pontificale, s’y installa en avril 1326. L'héritage paternel, bien écorné, permit aux deux frères de mener pendant quelques mois une vie insouciante et mondaine.

### Séjour et imprécations contre Avignon
« Là, je commençai à être connu et mon amitié fut recherchée par de grands personnages. Pourquoi ? J'avoue maintenant que je l'ignore et que cela m'étonne ; il est vrai qu'alors cela ne m'étonnait pas car, selon la coutume de la jeunesse, je me croyais très digne de tous les honneurs. »

— Épître à la Postérité

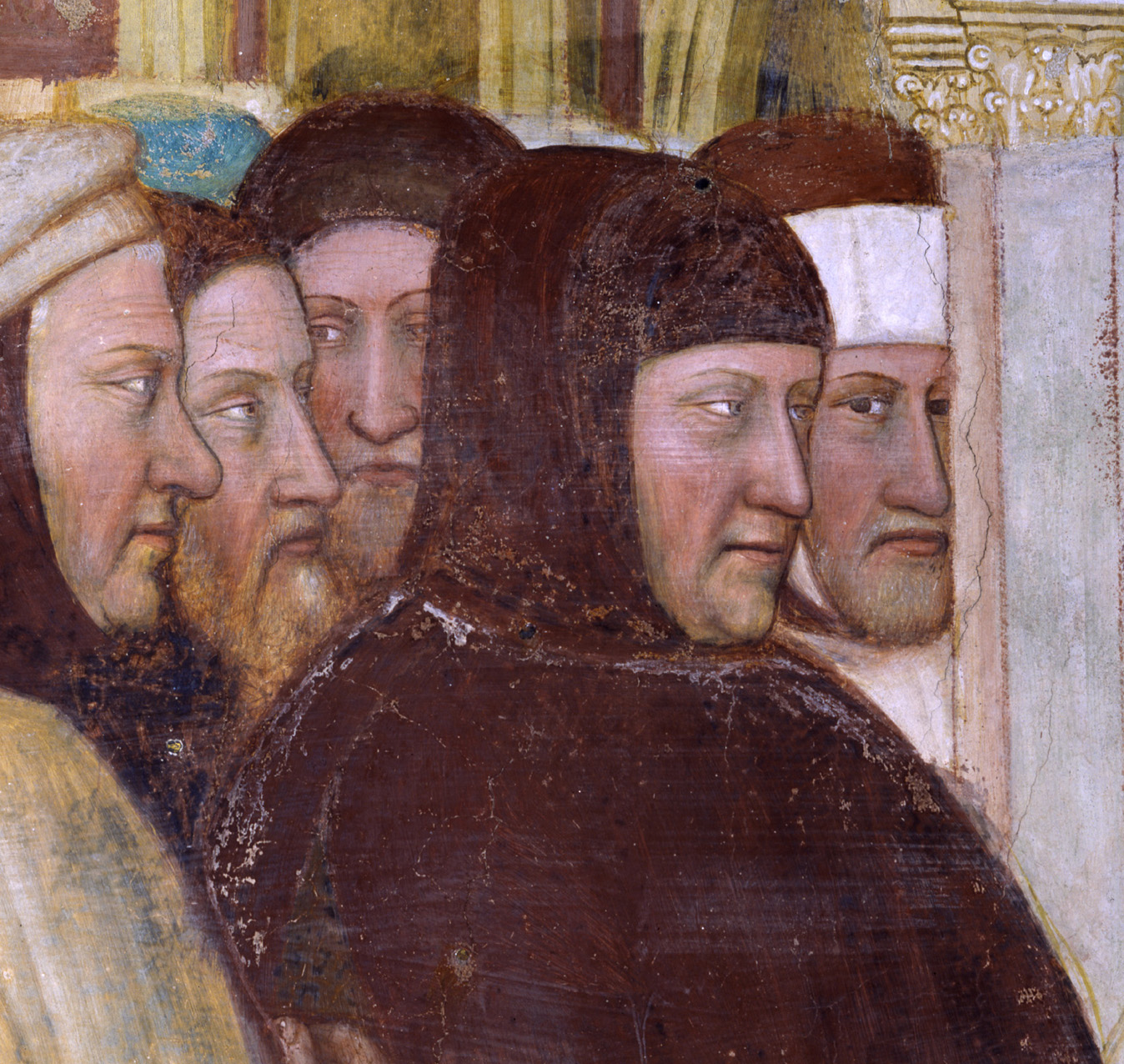
Pétrarque et ses amis

François, flanqué de son ami Giacomo Colonna, s'est effectivement fait remarquer par son élégance, sa prestance et son éloquence avant de se faire admirer par ses talents poétiques. En effet, le jeune homme, qui avait définitivement abandonné le droit, s'adonna dès lors à une activité littéraire.
« Le talent qu'il va démontrer dans ces exercices poétiques et le raffinement de sa personne lui permettent d'acquérir rapidement, dans cette société courtoise, une réputation prometteuse ».
Mais, pour continuer à satisfaire autant leurs besoins que leurs ambitions, les deux frères durent s'assurer des revenus réguliers. C'est sans nul doute ce qui les amena à recevoir les ordres mineurs, seule possibilité de percevoir des revenus ecclésiastiques.
En 1330, Francesco rejoignit son ami Giacomo, évêque de Lombez où il retrouva son frère Gherardo, devenu chanoine, ainsi que deux autres de ses amis, Lello et Luigi di Campina. Son séjour estival dans la cité a été idyllique : 

« Ce fut un été quasi divin grâce à la franche allégresse du maître de céans et de ses compagnons. »

— Épître à la postérité
De retour dans la cité papale, il entra au service du cardinal Giovanni Colonna. Mais il ne se plaisait point à Avignon, la cité des papes lui semblant être une nouvelle Babylone. Il déversait sur elle les pires calomnies et médisances. La cité papale avait droit à ce type d'invective : « Ô Avignon, est-ce ainsi que tu vénères Rome, ta souveraine ? Malheur à toi si cette infortunée commence à se réveiller ! ».
Pour lui, Avignon était « l’enfer des vivants, l’égout de la terre, la plus puante des villes », « la patrie des larves et des lémures », « la ville la plus ennuyeuse du monde » ou bien « le triste foyer de tous les vices, de toutes les calamités et de toutes les misères ». Il ajouta même que « La Cour d’Avignon [était] un gouffre dévorant que rien ne peut combler ». Enfin, il eut cette formule qui fit florès « Avignon, sentine de tous les vices ».

### Attaques contre les cardinaux français d'Avignon

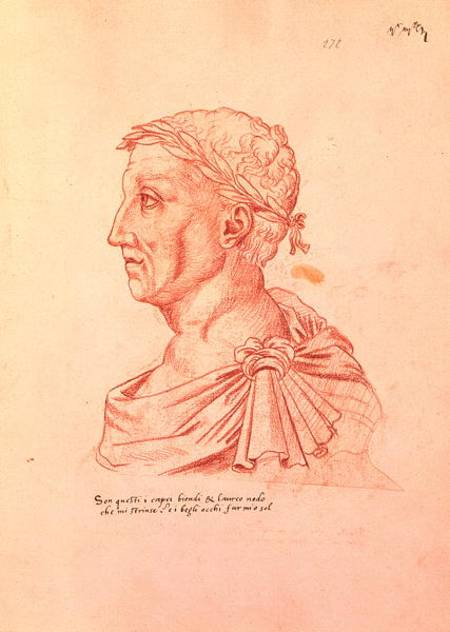
Pétrarque (sanguine de Jacques Le Boucq).

Mais plus que sa haine d'Avignon, c'est celle contre les cardinaux du Sacré et Antique Collège qui éclate dans ses lettres. Les affublant du nom de boucs, il leur réservait ses traits les plus acérés.
Il cloua au pilori un de ceux-ci qui « [pesait] de tout son poids sur les malheureuses chèvres et ne [dédaignait] aucun accouplement », dénonça son alter ego qui « [troublait] tous les enclos et ne [laissait] aucune chèvre dormir tranquillement pendant la nuit somnifère », fustigea un autre qui « n'[épargnait] pas les tendres chevreaux ».
Dans son « Invective contre le cardinal Jean de Caraman », il s'attaquait en particulier à « un petit vieillard capable de féconder tous les animaux. Il avait la lascivité d'un bouc ou s'il y a quelque chose de plus lascif et de plus puant qu'un bouc ». Pour que ses contemporains l'identifient avec précision, Pétrarque indiqua « qu'il avait dépassé sa soixante-dixième année, qu'il ne lui restait plus que sept dents, qu'il avait la tête blanche et chauve et qu'il était si bègue qu'on ne pouvait le comprendre ».
Puis il narra à son sujet un épisode tragicomique. Le barbon dut, alors qu'il était dans le plus simple appareil, coiffer son chapeau de cardinal pour convaincre une jeune prostituée effarouchée qu'il était membre du Sacré Collège.
Et le poète de conclure :

« Ainsi ce vétéran de Cupidon, consacré à Bacchus et à Vénus, triompha de ses amours, non en armes, mais en robe et en chapeau. Applaudissez, la farce est jouée. »

### Rencontre avec Laure

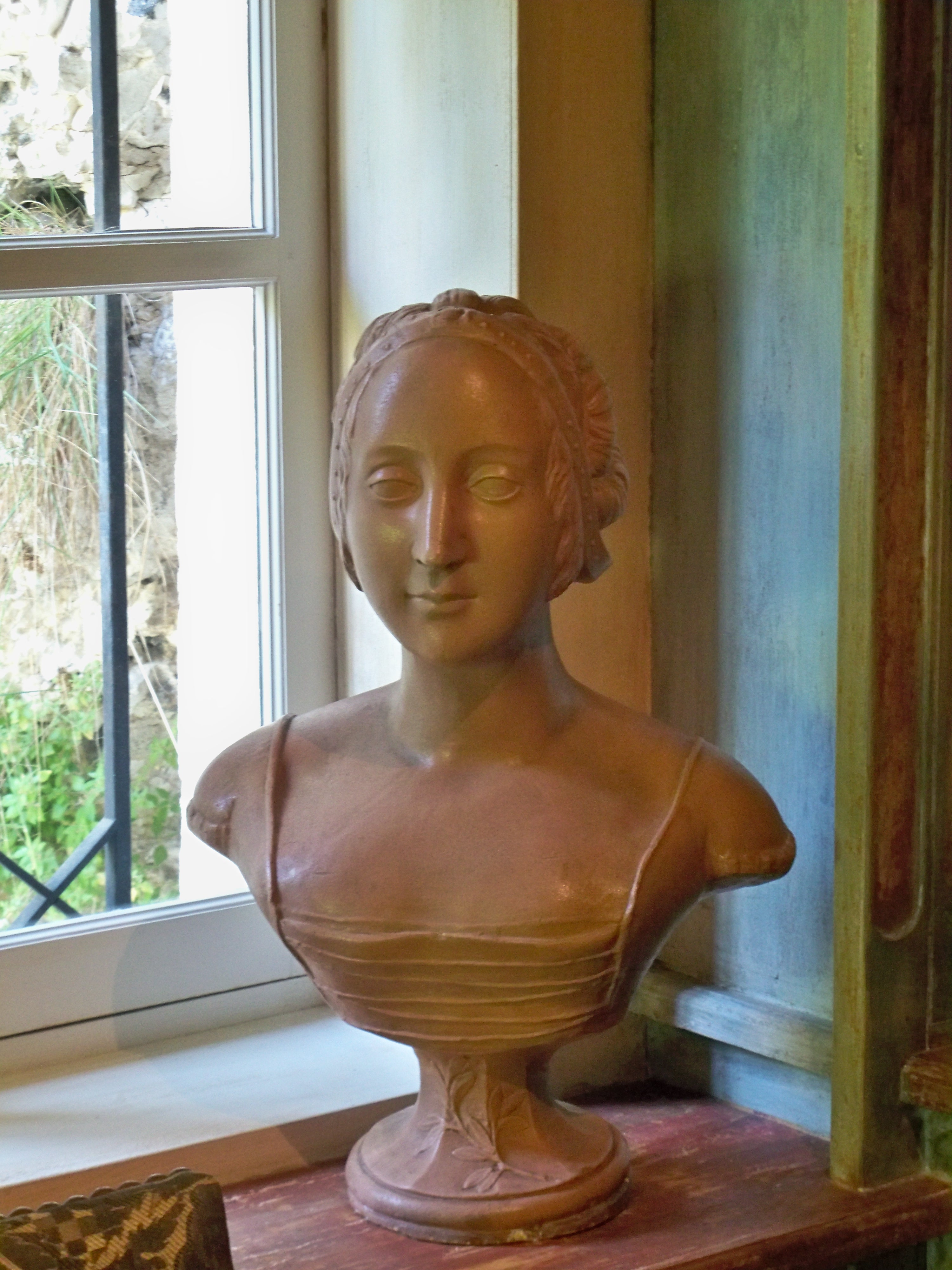
Buste de Laure de Noves (Musée Pétrarque de Fontaine-de-Vaucluse (84))

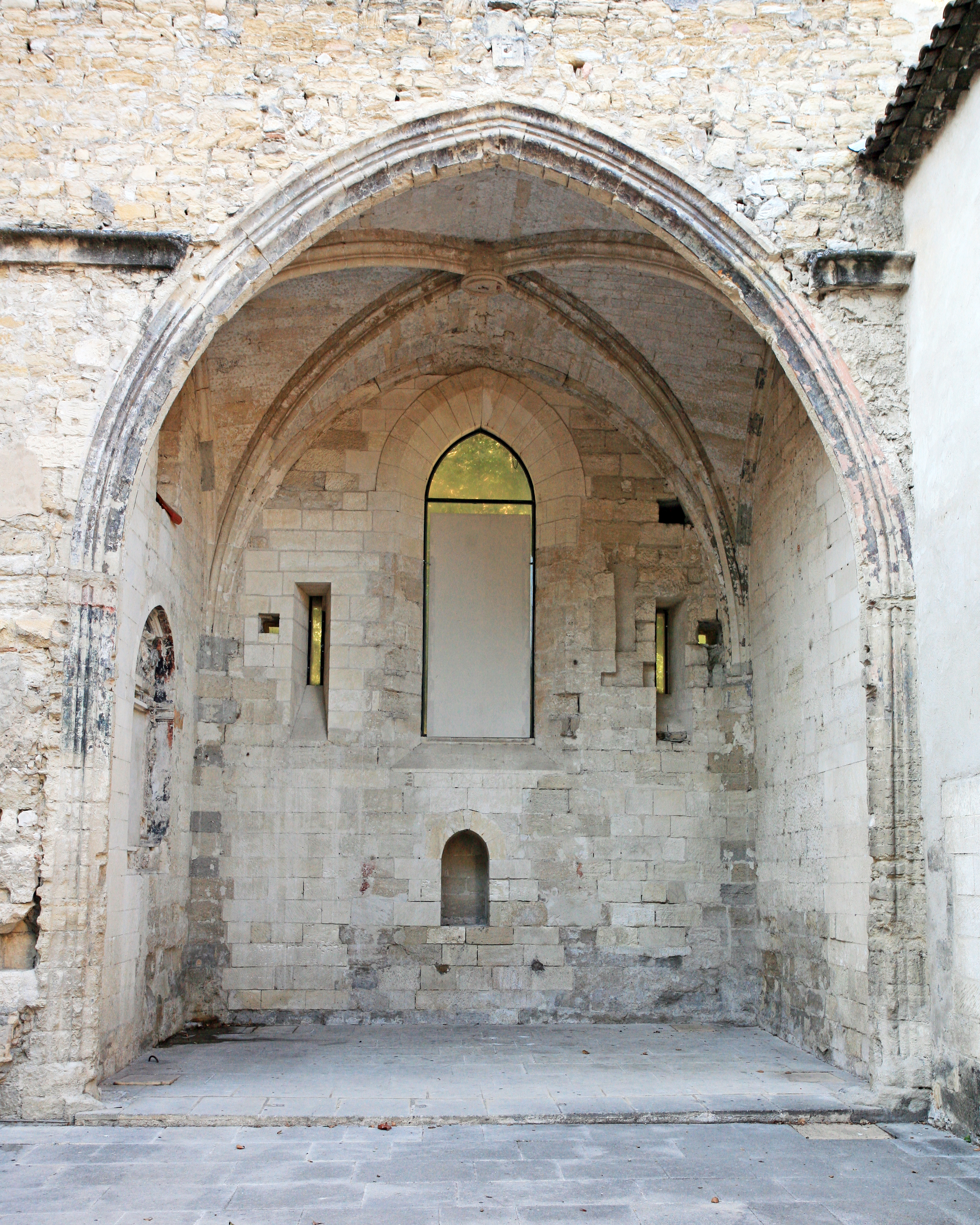
Vestige d'une des chapelles de l'église du couvent Sainte-Claire d'Avignon

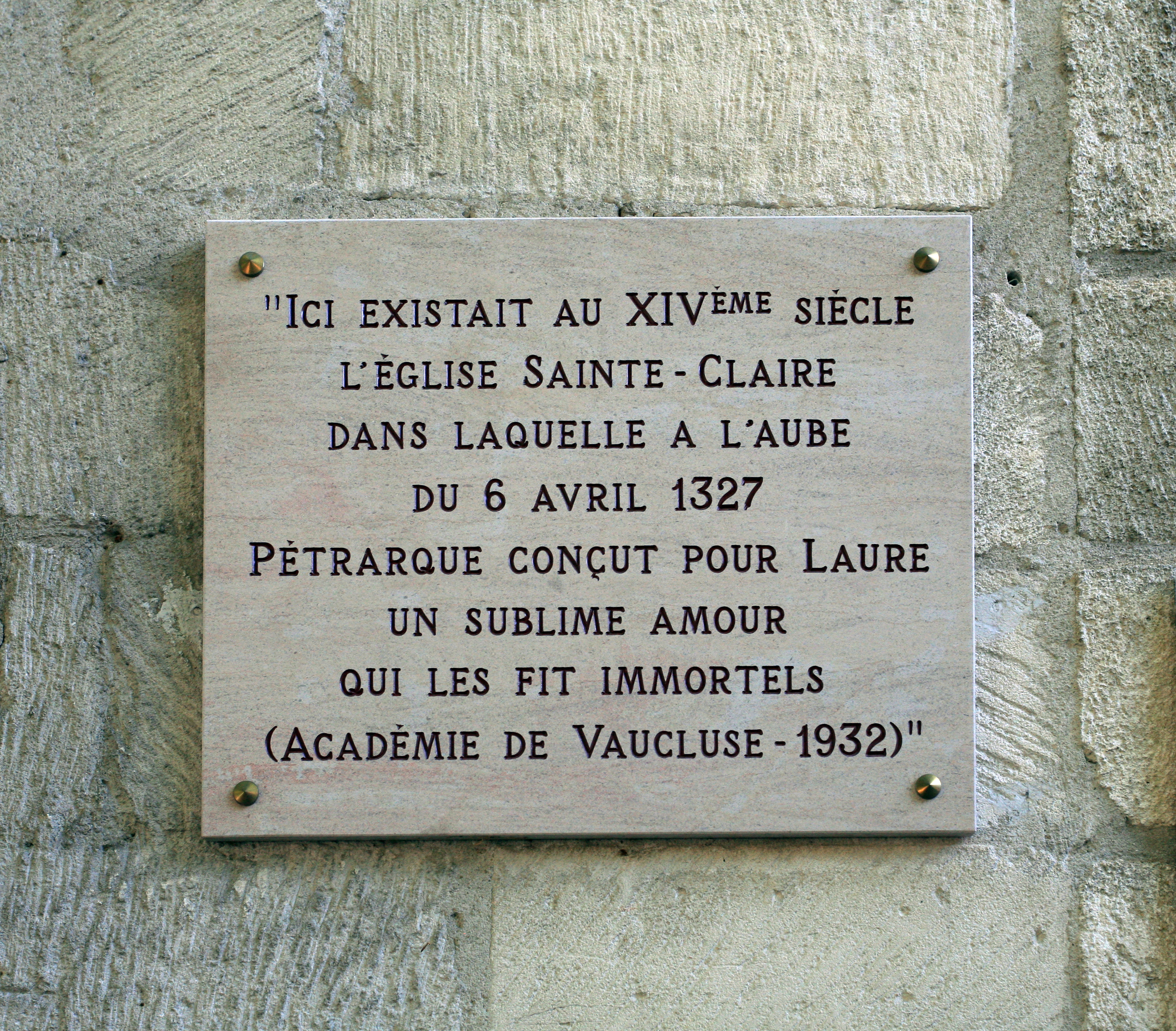
Plaque commémorative apposée par l'Académie de Vaucluse sur la façade du couvent Sainte-Claire

Pourtant, en 1327, en dépit de la mort de sa mère Eletta Cangiani, la cité pontificale d’Avignon lui sembla parée de tous les charmes un certain 6 avril. Ce jour-là, pour la première fois, le poète rencontra Laure. Sur son manuscrit de Virgile, il nota :  

« Laure, célèbre par sa vertu et longuement chantée par mes poèmes, apparut à mes regards pour la première fois au temps de ma jeunesse en fleurs, l’an du Seigneur 1327, le 6 avril, à l’église de Sainte-Claire d’Avignon, dans la matinée. »

Laure de Sade, épouse du marquis Hugo de Sade, venait d'avoir dix-sept ans et Pétrarque eut un coup de foudre. Un événement banal qui allait pourtant, par la grâce du génie d’un poète, entrer dans l’histoire de la littérature mondiale. Il allait, en effet, la chanter et la célébrer comme jamais aucun poète ne l’avait fait depuis le temps des troubadours.
Fidèle aux règles de l'amour courtois, le poète a peu donné de renseignements sur Laure. Il précisa seulement que « sa démarche n'avait rien de mortel », que « sa bien-aimée avait la forme d'un ange » et que « ses paroles avaient un autre son que la voix humaine ».
Il en conclut : « Moi qui avais au cœur l'étincelle amoureuse, quoi d'étonnant si je m'enflammais tout à coup ».
Depuis quelques années, une nouvelle campagne « négationniste » a été développée par certains pétrarquistes. Pour eux, il faut que Laure n'ait point existé charnellement et qu'elle soit réduite, si l'on en croit leurs analyses, à un simple mythe poétique. Le plus acharné est Nicholas Mann qui nie en bloc et l'existence même de Laure et la véracité, nous le verrons plus loin, de l'ascension du Ventoux par le poète. Une dernière et récente hypothèse suggère que le personnage de Laure ait été celui d'une chanteuse rencontrée en Vénétie vers le milieu du XIVe siècle.
Ces hypothèses d'école sont battues en brèche par une lettre du poète à Giacomo Colonna, parue dans ses Epistolæ metricæ, I, 6, et qui a été écrite à Vaucluse, vers l'été ou l'automne 1338 « Il est dans mon passé une femme à l'âme remarquable, connue des siens par sa vertu et sa lignée ancienne et dont l'éclat fut souligné et le nom colporté au loin par mes vers. Sa séduction naturelle dépourvue d'artifices et le charme de sa rare beauté lui avaient jadis livré mon âme. Dix années durant j'avais supporté le poids harassant de ses chaînes sur ma nuque, trouvant indigne qu'un joug féminin ait pu m'imposer si longtemps une telle contrainte ».

### Portraits de Pétrarque et de Laure
On sait que Simone Martini arriva à Avignon, en 1336, pour décorer le palais des papes. Giacomo Stefaneschi, le cardinal de Saint-Georges, en profita pour lui passer commande des fresques du porche de Notre-Dame des Doms.
C'est cette année-là que Pétrarque rencontra le maître qui, à sa demande, réalisa pour lui deux médaillons à son effigie et à celle de Laure.
Un an plus tard, le poète accompagna le dauphin Humbert II lors de son pèlerinage à la Sainte-Baume. En cette année 1337, à Avignon, naquit Giovanni, son fils naturel; l'événement suscita un scandale. Dans la chapelle napolitaine de Sancta Maria dell’Incoronata de Naples, lieu de culte voulu par la souveraine et édifié entre 1360 et 1373, les fresques des voûtes représentent les sept Sacrements et le Triomphe de l’Église. Dans le Mariage, les spécialistes ont pu identifier les portraits de Robert d’Anjou et de la reine Jeanne, et on suppose que dans le Baptême on a représenté Pétrarque et Laure.
Son portrait de profil est paru sur un timbre-poste émis par la principauté de Monaco en 2009, dessiné par Cyril de La Patellière (un des projets visibles au "musée-bibliothèque François Pétrarque" à Fontaine de Vaucluse).

### Périples du poète et l’ascension du mont Ventoux
Il est sûr que la rencontre du poète et de sa muse ne le fixa pas sur place. De 1330 à 1333, il voyagea. Après sa visite à Lombez, il entreprit un périple qui, par Paris, Liège et Aix-la-Chapelle, lui fit traverser la France, la Flandre et la Rhénanie. Il retourna enfin vers Avignon par les Ardennes et Lyon.

L'itinéraire possible de l'ascension du Ventoux par Pétrarque
(d'après un croquis dressé par Pierre de Champeville)

Son cadet le rejoignit dans le Comtat Venaissin en 1336. Là, le 26 avril, François et Gérard firent l’ascension du mont Ventoux. Le poète décrivit sa randonnée de Malaucène jusqu’au sommet à François Denis de Borgo San Sepolcro. Cette expédition de Pétrarque tranche avec les autres auteurs médiévaux, qui se désintéressent des milieux montagneux. Certains auteurs ont mis en doute la date de cette montée. Pour étayer leur thèse, les adversaires de la réalité de la montée du Ventoux, en 1336, ont été obligés de déplacer la date de l'ascension après 1350, période où effectivement, pendant un demi-siècle, les accidents climatiques se succédèrent. Cet artifice leur permet d'expliquer que, dans de telles conditions, ce périple était impossible à réaliser au printemps 1353 et parle donc d’une recherche uniquement mystique.
Personne aujourd'hui ne nie que la lettre relatant la montée du Ventoux n'est pas la relation primitive que Pétrarque fit à son confesseur. Si elle a été réécrite par le poète pour mieux passer à la postérité, cela ne peut servir d'argument pour expliquer que cette ascension n'eut pas lieu.
C'est bien pourtant la voie dans laquelle s'est lancé Nicholas Mann, un professeur d'histoire de la tradition antique au Warburg Institute de l'Université de Londres. Indiquant que « la lettre ne prit sa forme définitive qu'en 1353 », il glose :
« Dix-sept ans plus tard, l'excursion d'une journée était devenue un programme pour la vie. Même, si au bout du compte, Pétrarque n'escalada jamais le mont Ventoux, la chaleur du récit qu'il en tira est autant littéraire que morale : la difficulté d'adopter le chemin le plus escarpé qui mène au bien ».
Des arguments bien différents en faveur de la réalité de cette montée ont été apportés dès 1937, année où Pierre Julian a fait paraître une traduction du texte latin de François Pétrarque sur L'ascension du Mont Ventoux suivie d'un essai de reconstitution de l'itinéraire du poète par Pierre de Champeville. En dépit du peu d'indications géographiques données, il en existe une essentielle. Le poète signale s'être reposé au pied de la Filiole.
Cette dénomination désigne toujours un ensemble toponymique qui comprend un piton dominant la combe la plus haute et la plus importante du Ventoux qui part du Col des Tempêtes et descend jusqu'au Jas de la Couinche. Cette combe est aujourd'hui dite Combe Fiole. Sa désignation a été, à l'évidence, faite par le berger qui guidait les deux frères. Elle est largement suffisante, à moins de traiter le poète de menteur, pour prouver qu'il a atteint dans son ascension au moins ce point précis situé à quelques centaines de mètres du sommet.
Dans son essai de reconstitution de l'itinéraire des frères Pétrarque, l'alpiniste Pierre de Champeville suppose qu'après Les Ramayettes, à la différence de la route qui emprunte à partir de là le flanc nord, ils ont parcouru la face méridionale moins boisée et plus accessible de l'ubac.

### Le projet humaniste
Mais Avignon, objet de tant d'amour et de haine, permit surtout à Pétrarque de mener à bien un grand dessein qui occupa toute sa vie, « retrouver le très riche enseignement des auteurs classiques dans toutes les disciplines et, à partir de cette somme de connaissances le plus souvent dispersées et oubliées, de relancer et de poursuivre la recherche que ces auteurs avaient engagée ».
Il a eu non seulement la volonté mais aussi l'opportunité et les moyens de mettre en œuvre cette révolution culturelle.

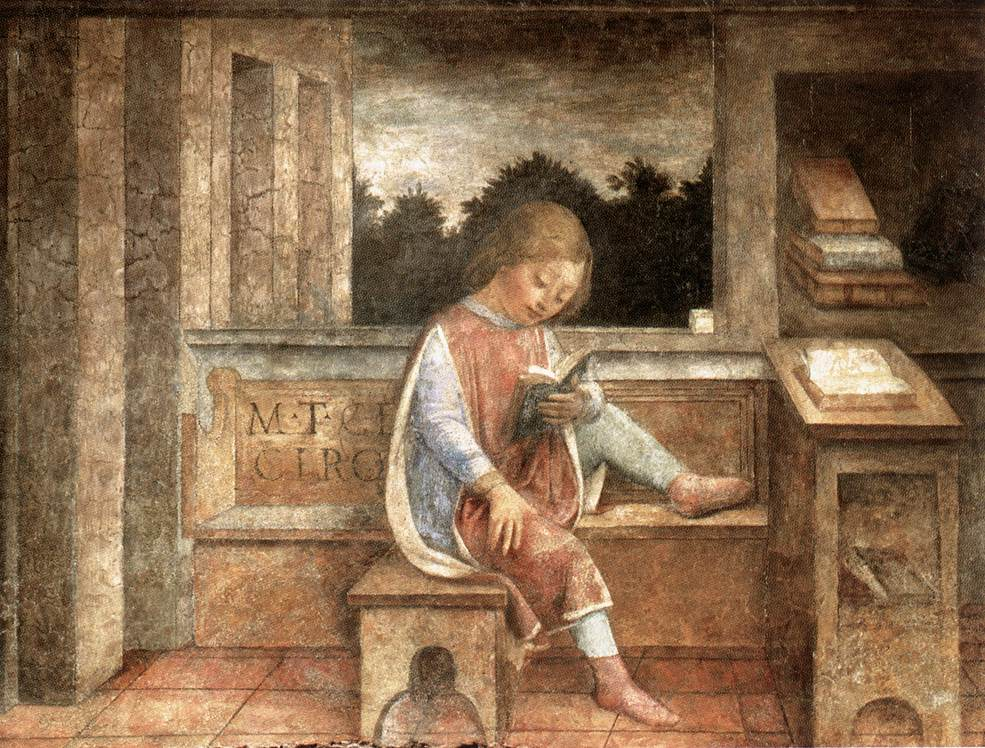
Symbole de l'humanisme retrouvé, Le jeune Cicéron lisant, fresque de Vincenzo Foppa de Brescia, datée vers 1464

Sa notoriété de poète et d'homme de lettres désormais reconnue, ses contacts avec la Curie qui lui ouvre ses portes, le soutien efficace de la famille Colonna, lui permirent de rencontrer tous les érudits, lettrés et savants qui se rendaient dans la cité papale. À titre d'exemple, sous le pontificat de Benoît XII, Pétrarque apprit les rudiments de la langue grecque grâce à un grec calabrais, le basilien Barlaam, évêque de Saint-Sauveur, venu à Avignon avec le Vénitien Étienne Pandolo en tant qu'ambassadeurs du basileus Andronic III Paléologue afin de tenter de mettre un terme au schisme entre les Églises orthodoxe et catholique. La condition était que les armées «franques » vinssent soutenir l’empire byzantin contre la poussée turque, les arguties réciproques firent capoter cette ambassade. L’évêque Barlaam, de retour à Constantinople, en butte aux persécutions quiétistes, préféra revenir en Avignon où il se lia d’amitié avec Pétrarque.
Il créa, au cours de ces rencontres, un réseau culturel qui couvrait l'Europe et se prolongeait même en Orient. Pétrarque demanda à ses relations et amis qui partageaient le même idéal humaniste que lui de l'aider à retrouver dans leur pays, leurs provinces, les textes latins des anciens que pouvaient posséder les bibliothèques des abbayes, des particuliers ou des villes.
Ses voyages lui permirent de retrouver quelques textes majeurs tombés dans l'oubli. C'est à Liège qu'il découvrit le Pro Archia de Cicéron et à Vérone, Ad Atticum, Ad Quintum et Ad Brutum du même. Un séjour à Paris lui permit de retrouver les poèmes élégiaques de Properce. En 1350, la révélation de Quintilien marqua, aux dires du poète, son renoncement définitif aux plaisirs des sens.
Dans un souci constant de restituer le texte le plus authentique, il soumit ces manuscrits à un minutieux travail philologique et leur apporta des corrections par rapprochements avec d'autres manuscrits.
C'est ainsi qu'il recomposa la première et la quatrième décade de l'Histoire Romaine de Tite-Live à partir de fragments et qu'il restaura certains textes de Virgile.
Ces manuscrits, qu'il accumula dans sa propre bibliothèque, en sortirent par la suite sous forme de copies et devinrent ainsi accessibles au plus grand nombre. Un de ses biographes, Pier Giorgio Ricci, a expliqué à propos de la quête humaniste de Pétrarque : 

« L'aspiration à un monde idéal, soustrait à l'insuffisance de la réalité concrète, se trouve à la base de l'humanisme pétrarquiste : étudier l'antiquité par haine du présent et rechercher une perfection spirituelle que Pétrarque n'aperçoit ni en lui ni autour de lui. »

Abordant la question d'une possible dichotomie entre humanisme et christianisme, il affirme : 

« Il n'existe aucun conflit entre son humanisme et son christianisme. La vraie foi manqua aux Anciens, c'est vrai, mais lorsqu'on parle vertu, le vieux et le nouveau monde ne sont pas en lutte. »

L'admiration de Pétrarque envers les auteurs classiques n'est pas simplement la marque de son humanisme mais révèle une prise de conscience nationale, un nationalisme romain qui, à l'instar de Dante, juge les autres cultures barbares toujours imprégnées de scolastique, ce qui entraîne en retour un réveil du nationalisme français.

### Les séjours du poète à la fontaine de Vaucluse

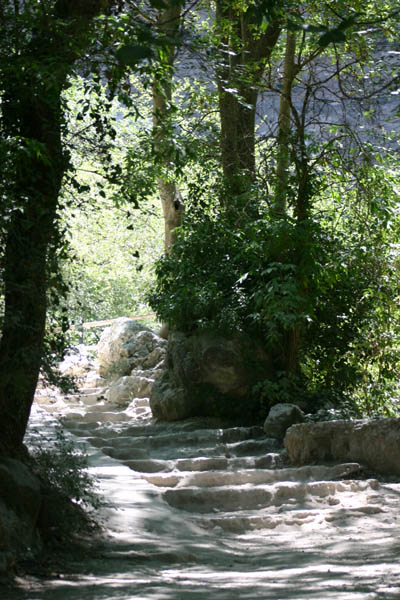
Le site de la Fontaine de Vaucluse

Pétrarque, parce qu’il n’aimait point Avignon ou parce que Laure ne l’aimait pas, se réfugia sur les berges de la Sorgue à la fontaine de Vaucluse à partir de 1338. Décidé de mettre un terme à ses obligations mondaines et à mener une vie consacrée à la solitude, la poésie et la réflexion, il y fit installer sa bibliothèque. C'est ce qu'il explique dans son Épître à la Postérité : « Je rencontrai une vallée très étroite mais solitaire et agréable, nommé Vaucluse, à quelques milles d'Avignon, où la reine de toutes les fontaines, la Sorgue, prend sa source. Séduit par l'agrément du lieu, j'y transportai mes livres et ma personne. »[réf. souhaitée]
Il va y séjourner épisodiquement mais régulièrement jusqu'en 1353 faisant de ce lieu le « centre de sa vie émotive et intellectuelle ». Philippe de Cabassolle, l’évêque de Cavaillon, qui y possédait son château épiscopal, devint dès lors son ami le plus cher. Ses amours ne l’empêchèrent point d’avoir le sens de la formule puisqu’il déplora ce « bien petit évêché pour un si grand homme ».
Il resta en tout quinze années à Vaucluse. Le poète dit lui-même : « Ici j’ai fait ma Rome, mon Athènes, ma patrie ». Dans l'une de ses lettres à l'évêque de Cavaillon, Pétrarque explique les raisons de son amour pour la Vallis Clausa : « Exilé d'Italie par les fureurs civiles, je suis venu ici, moitié libre, moitié contraint. Que d'autres aiment les richesses, moi j'aspire à une vie tranquille, il me suffit d'être poète. Que la fortune me conserve, si elle peut, mon petit champ, mon humble toit et mes livres chéris ; qu'elle garde le reste. Les muses, revenues de l'exil, habitent avec moi dans cet asile chéri. »
Dans ses Familiarum rerum, il nota : « Aucun endroit ne convient mieux à mes études. Enfant, j'ai visité Vaucluse, jeune homme j'y revins et cette vallée charmante me réchauffa le cœur dans son sein exposé au soleil ; homme fait, j'ai passé doucement à Vaucluse mes meilleures années et les instants les plus heureux de ma vie. Vieillard, c'est à Vaucluse que je veux mourir dans vos bras. »

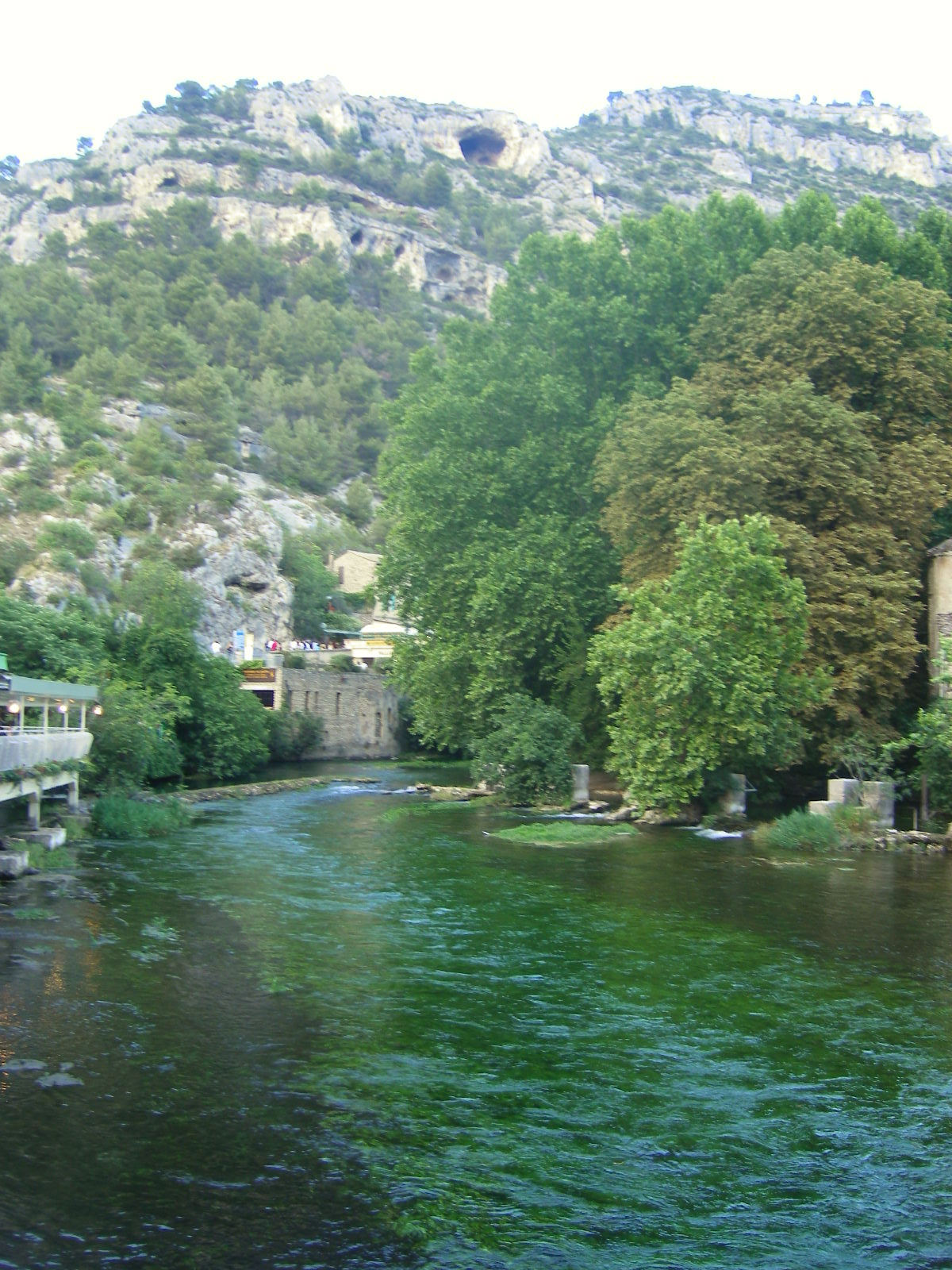
La Sorgue, reine de toutes les fontaines

Au cours d’un premier séjour de deux ans, il rédigea De Viris Illustribus et le monumental poème latin Africa dont les neuf livres inachevés ont pour héros Scipion l’Africain. Son second séjour, d'un an, eut lieu en 1342, après la naissance de Tullia Francesca, sa fille naturelle. Jules Courtet, le premier historiographe du Vaucluse, se permit de commenter « Cette faiblesse embarrasse quelque peu certains biographes (...) mais Pétrarque n’aima que Laure. C’est possible, sauf la distraction ».
En 1346, il retourna à nouveau à Vaucluse. Il y écrivit De Vita Solitaria et Psalmi Penitentiales où il implorait la rédemption. Un an plus tard, il se rendit à Montrieux rencontrer son frère Gherardo. De retour de la Chartreuse, il composa De otio religioso (ou De Otio Religiosorum) : « Du Repos religieux » ou De la Paix et de la liberté des esprits contemplatifs et religieux.
L’année 1351 marqua le commencement des trois séjours consécutifs du poète à Vaucluse. Au cours de ces trois années, où il fustigeait les mœurs de la Cour pontificale d’Avignon, il composa ses traités Secretum meum et De otio religioso.
La somme de travail qu'il accumula est impressionnante, car c'est dans le Vaucluse que prirent corps toutes ses œuvres poétiques et littéraires, le poète le reconnaît lui-même : « En résumé, presque tous les opuscules qui sont sortis de ma plume (et le nombre est si grand qu'ils m'occupent et me fatiguent encore jusqu'à cet âge) ont été faits, commencés et conçus ici. »

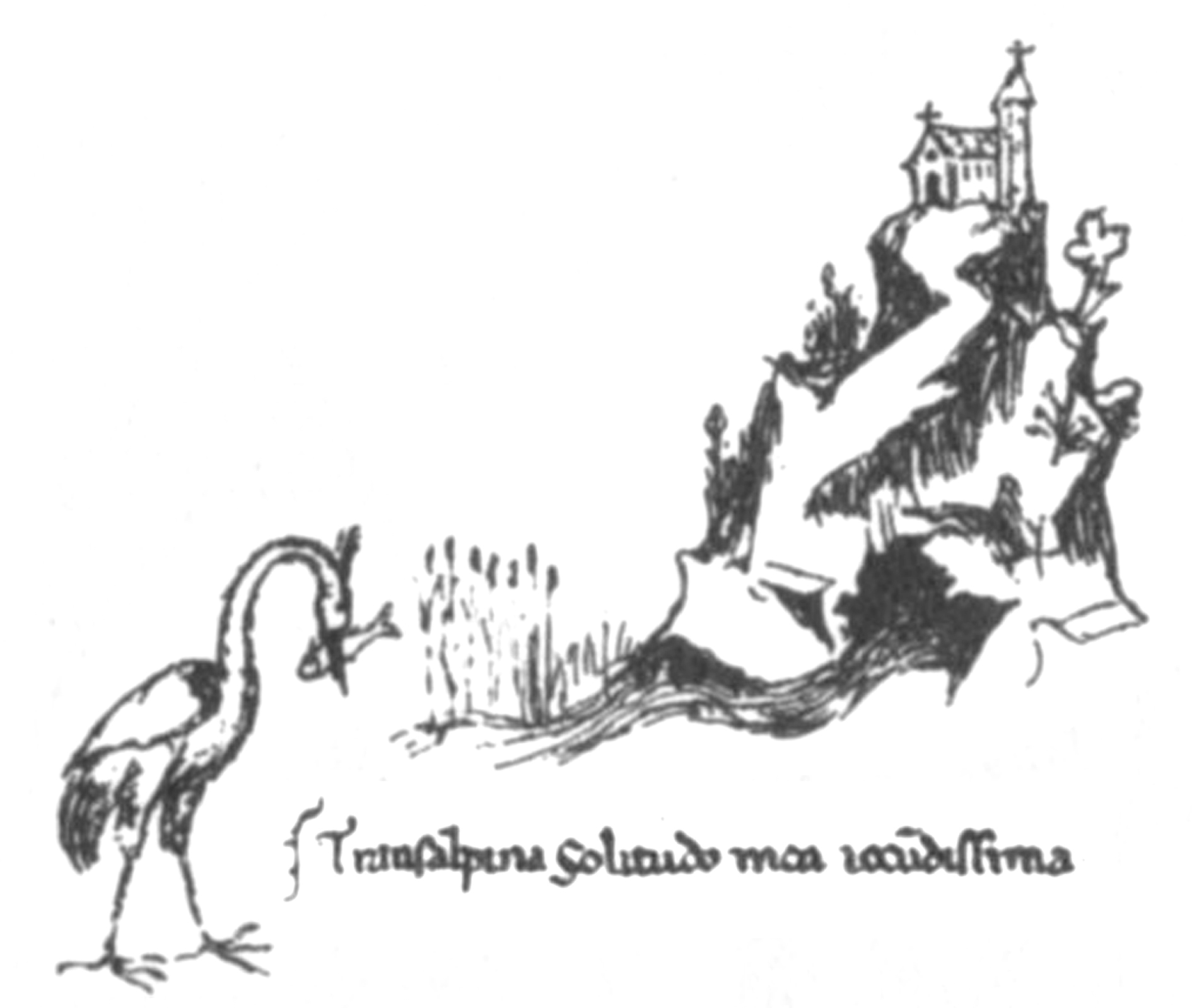
Dessin de la main de Pétrarque de la Fontaine de la Sorgue

Ce qui est certain, c’est que François, rêvant et travaillant sur les rives de la Sorgue, cultivait autant ses amours (platoniques) pour Laure que sa réputation (bien établie) de poète. La solitude de la Vallis clausa lui servit « à faire revenir la mémoire en arrière et à vagabonder par l'esprit à travers tous les siècles et tous les lieux ». En dépit de sa gloire, il revenait toujours à son séjour de prédilection. Il y organisait sa vie et écrivit à Francesco Nelli, prieur de l'église des Saints-Apôtres à Florence : « J'ai acquis là deux jardins qui conviennent on ne peut mieux à mes goûts et à mon plan de vie. J'appelle ordinairement l'un de ces jardins mon Hélicon transalpin, garni d'ombrages, il n'est propre qu'à l'étude et il est consacré à notre Apollon. L'autre jardin, plus voisin de la maison et plus cultivé, est cher à Bacchus. »
Pétrarque, comblé d’honneurs, cultivait donc conjointement sa muse et ses vignes. Comme il le nota lui-même la fontaine de la Sorgue aurait été un lieu parfait de résidence si l'Italie avait été plus proche et Avignon plus lointaine. C'est de plus à sa plume qu'est dû le plus ancien croquis de la Fontaine. Il dessina en marge de son Histoire Naturelle de Pline la Sorgue jaillissante du rocher sommé d'une chapelle avec en premier plan un échassier. Il légenda transalpina solitudo mea jocundissima> (en français : Ma solitude transalpine très joyeuse).

### Les lauriers d'Apollon

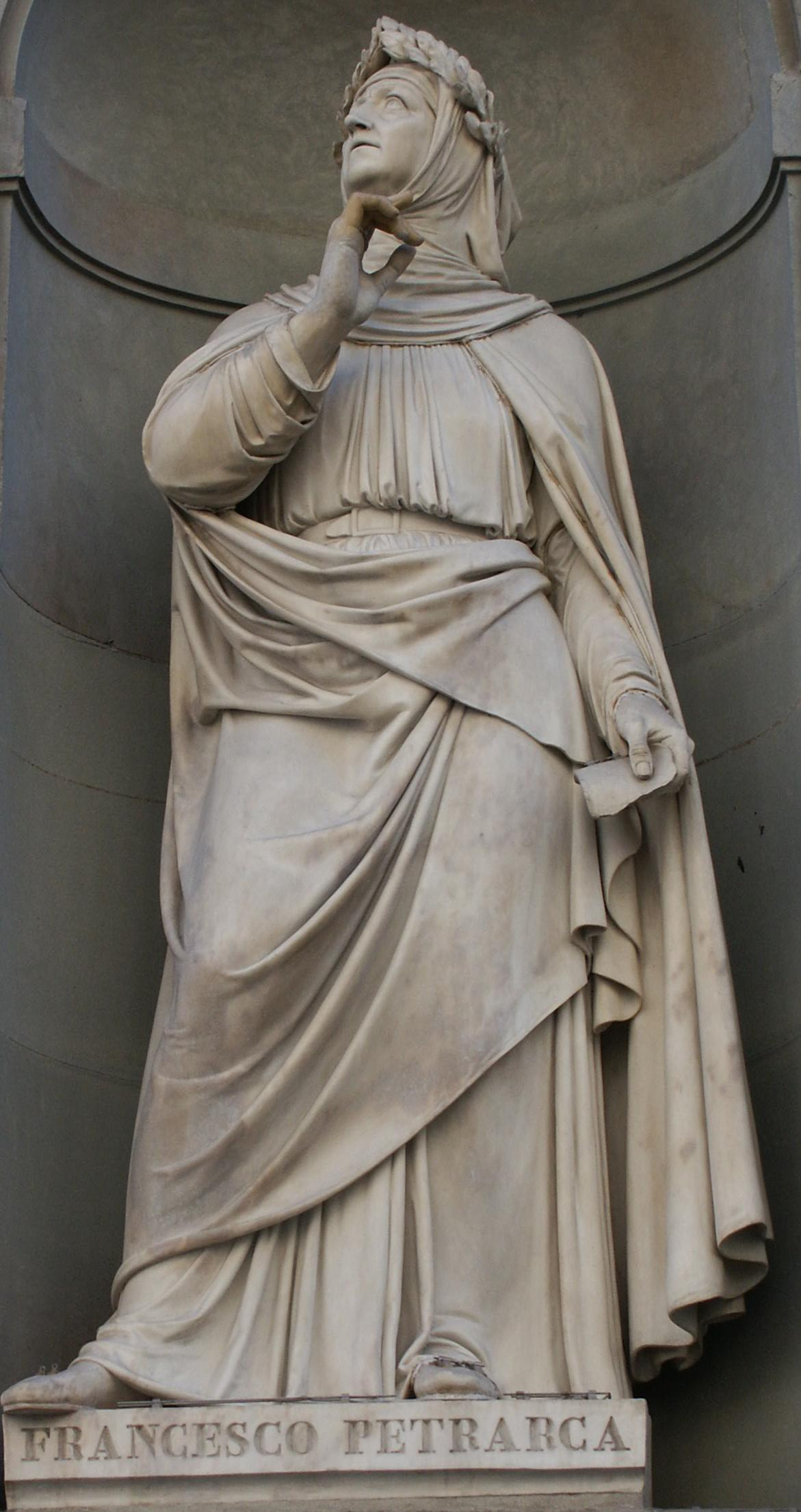
Statue du piazzale des Offices représentant Pétrarque.

Sa notoriété était telle qu’en 1340, son maître et confesseur, le moine augustin François Denis de Borgo San Sepolchro, lui proposa de recevoir la couronne de lauriers à la Sorbonne où il professait. Les docteurs de Paris lui offraient cette distinction pour remercier celui qui permettait la renaissance des lettres, la redécouverte des textes anciens oubliés et ouvrait la voie aux humanistes.
Le Sénat romain lui fit la même proposition. Pétrarque eut donc le choix entre Paris et Rome. S’il opta pour la Ville Éternelle, ce fut avant tout pour être honoré par Robert d’Anjou, roi de Naples et comte de Provence. Car, expliqua-t-il, « Le roi de Sicile est le seul que j’accepterai volontiers parmi les mortels comme juge de mes talents ».
Au cours de l’année 1341, Pétrarque quitta momentanément sa retraite de Vaucluse et sa fontaine pour se rendre au royaume de Naples. Le Vauclusien fut d’abord accueilli, en mars, par le roi Robert à Naples qui allait juger s’il était digne d’être couronné des lauriers d’Apollon comme prince des poètes.
Durant trois jours, Pétrarque se soumit publiquement à son jugement. Le premier jour, il discourut longuement sur l’utilité de la poésie ; le second, le roi l’interrogea sur des sujets allant de la métaphysique aux phénomènes naturels, de la vie des grands hommes à ses voyages à Paris ; le troisième, après lecture de quelques extraits de l'Africa, le souverain le déclara digne des lauriers et proclama « Nous l’engageons dans notre maison pour qu’il soit possesseur et jouisse des honneurs et privilèges que possèdent les autres familiers, après avoir prononcé le serment d’usage ». Ce que Pétrarque fit avec joie. Et le poète vauclusien proclama haut et fort :

« Heureuse Naples, à qui il est échu, par un singulier don de la Fortune, de posséder l’ornement unique de notre siècle ! Heureuse Naples, et digne d’envie, siège très auguste des Lettres ; toi qui parus déjà douce à Virgile, combien dois-tu le sembler davantage maintenant que réside en tes murs un juge si sage des études et des talents . »

Robert d’Anjou lui ayant proposé de le couronner à Naples, le poète insista pour l’être à Rome. Il partit donc en compagnie de Giovanni Barrili, chambellan royal et fin lettré, après avoir reçu des mains du roi l’anneau et le manteau pourpre aux fleurs de lys. La cérémonie a eu lieu début avril au Palais Sénatorial sur la colline du Capitole, mais les sources donnent de dates contradictoires, les 8 et 13 avril sont les dates fournies par Pétrarque, et la plus probable semble être la deuxième, cependant Boccace situe l'événement au 17 et le document officiel, le Privilegium laureationis, au moins en partie rédigé par Pétrarque lui-même, porte la date du 9 avril.
Dès lors, il fut porté aux nues par tout ce que l’Occident comptait de lettrés.
Mais ces lauriers si désirés déçurent rapidement le poète vauclusien. « Cette couronne n’a servi qu’à me faire connaître et me faire persécuter » écrivit-il à l’un de ses amis. Il confia à un autre « Le laurier ne m’a porté aucune lumière, mais m’a attiré beaucoup d’envie ». François Pétrarque adorait égratigner mais ne supportait pas de l’être.
Il quitta Rome et ses lauriers à l'invitation d'Azzo di Correggio, seigneur de Parme qui lui offrit l'hospitalité pour un an. Là, il découvrit et chérit sa seconde solitude à Selvapina.

### Pétrarque et l’idéalisation de Rome

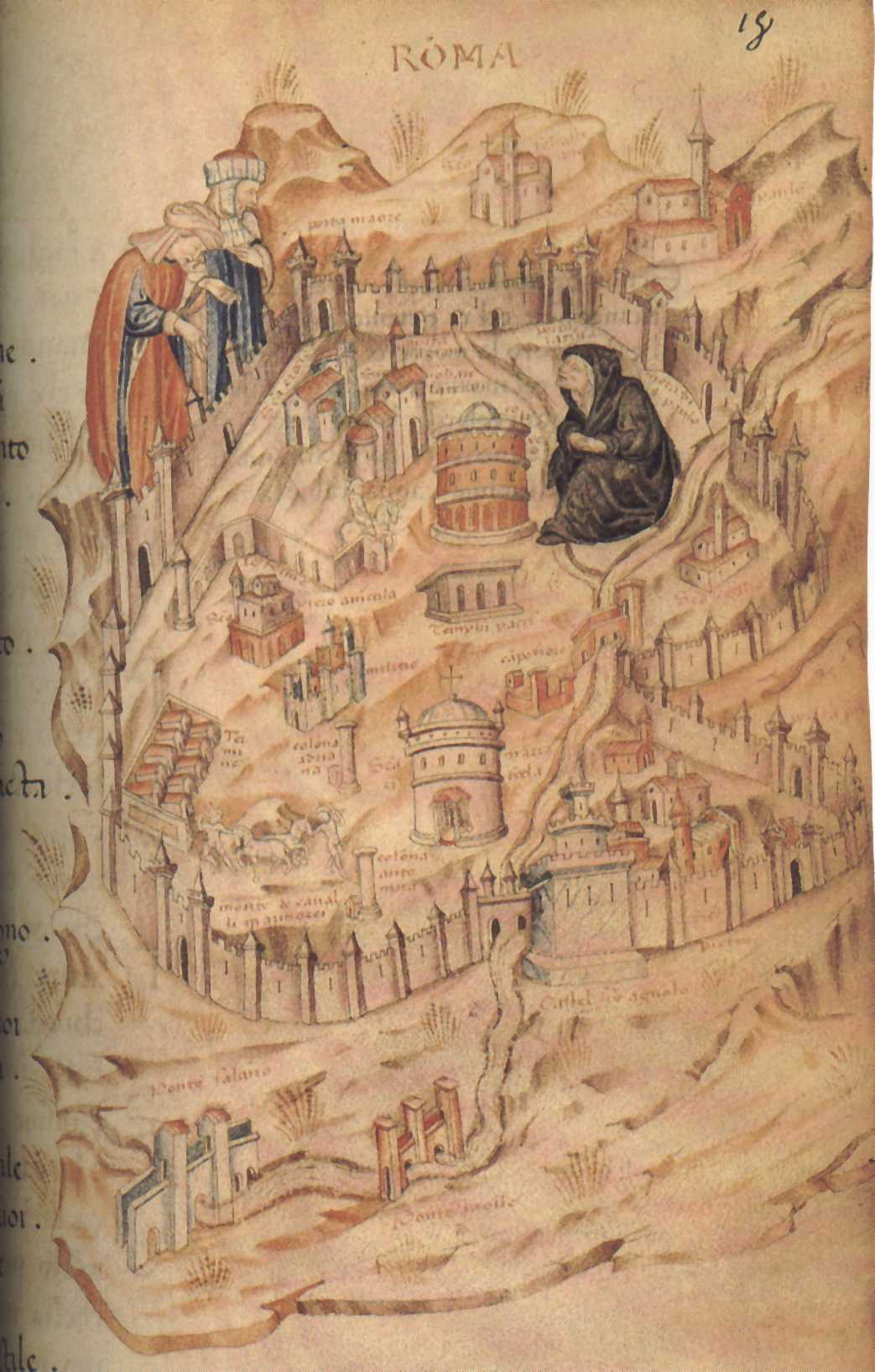
Pétrarque, dans son épître à Benoît XII, décrit Rome sous les traits d'une vieille femme qui supplie à genoux de la délivrer de son infortune
Bibliothèque Nationale, f° 18, Ms italien 81

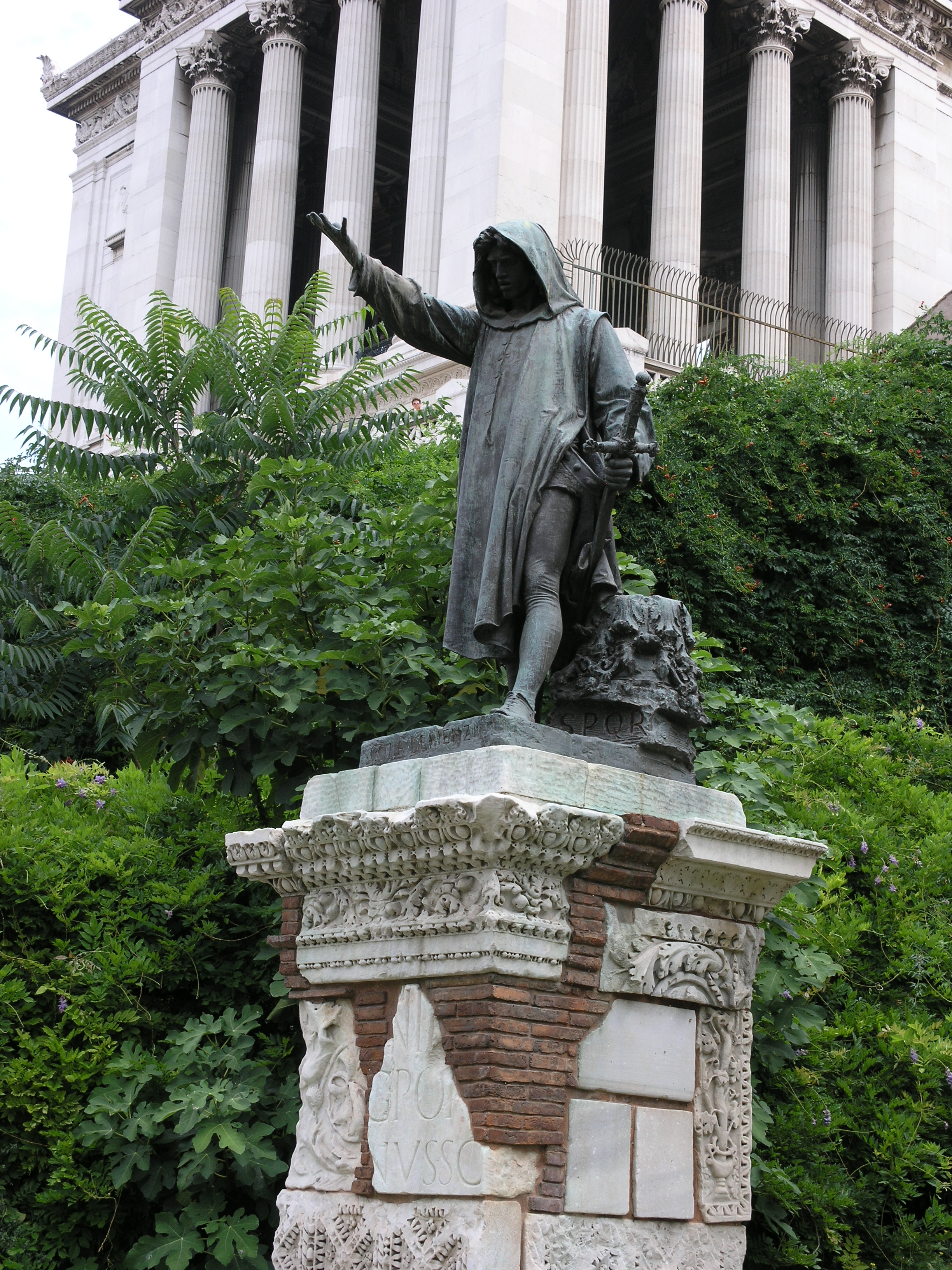
Statue de Cola di Rienzo, il fut admiré puis méprisé par Pétrarque

Rome, où le poète avait été couronné, devint dès lors pour lui une obsession. Vénérant et idolâtrant cette ville plus que toute autre, il écrivit à son propos : 

« Rome, la capitale du monde, la reine de toutes les villes, le siège de l'empire, le rocher de la foi catholique, la source de tout exemple mémorable. »

Cette glorieuse cité ruinée, capitale d’un empire, devait retrouver tout son lustre. Pétrarque, partisan des gouvernements populaires, vit d’un bon œil la politique qu’y menait Nicola Gabrino, dit Cola di Rienzo. Mais, pour que Rome redevienne Rome, il fallait surtout que la papauté délaissât les berges du Rhône pour retourner sur celles du Tibre.
En 1342, travaillé par une profonde crise spirituelle due à sa lecture des textes de Saint Augustin, il quitta le Vaucluse pour revenir à Avignon. Là, il demanda à Clément VI de retourner à Rome qui bouillonnait de révolte sous la férule du jeune et brillant de Cola di Rienzo. Ce fut une fin de non-recevoir.
Un an plus tard, Cola di Rienzo arriva à Avignon à la tête d’une ambassade italienne. Le tribun et le poète ne purent que sympathiser. Ne venait-il pas demander au Souverain Pontife de quitter Avignon pour Rome ? Lors de sa réponse, le pape ne daigna pas aborder ce sujet mais accorda aux Romains un jubilé pour l’année 1350. Déçu, le poète retourna à sa chère maison de Vallis Clausa ruminer contre Clément quelques acerbes clémentines.
Le pape le sortit rapidement de sa réserve et le chargea d’une ambassade à Naples au cours de ce mois de septembre 1343. Arrivé sur place, il constata que le Royaume était comme « un navire que ses pilotes conduisaient au naufrage, un édifice ruiné soutenu par le seul évêque de Cavaillon ». Pétrarque dénonça à Clément VI la camarilla qui entourait Jeanne et mit particulièrement en cause un certain fra Roberto qu’il accusa d’être responsable de la décrépitude de la Cour napolitaine.
Un an plus tard, le poète vauclusien, retourné à ses chères études, commença la rédaction des quatre livres de Rerum Memorandorum. Il reprit foi dans le devenir de Rome quand, en 1347, Rienzo se fit élire Tribun. Pétrarque rompit alors avec le cardinal Giovanni Colonna et partit rejoindre la Ville Éternelle pour le soutenir.
La déception fut à la hauteur de l’espoir. Chassé de Rome le 15 décembre 1347 aux cris de « Mort au tyran », Rienzo fut contraint de se réfugier chez les franciscains spirituels puis à Prague auprès de l'empereur Charles IV de Luxembourg. Celui-ci le fit incarcérer puis l'envoya à Avignon, où il fut emmuré pendant un an au Palais des Papes dans la Tour du Trouillas.
Pétrarque commença à se poser des questions sur celui en qui il voyait l'homme providentiel capable de faire renaître la splendeur de la Rome antique. Il écrivit à son ami Francesco Nelli :

« Nicolas Rienzi est venu dernièrement à la Curie, pour mieux dire, il n'est pas venu, il y a été amené prisonnier. Jadis tribun redouté de la ville de Rome, il est maintenant le plus malheureux de tous les hommes. Et pour comble d'infortune, je ne sais s'il n'est pas aussi peu digne de pitié qu'il est malheureux, lui qui, ayant pu mourir avec tant de gloire au Capitole, a à supporter à sa grande honte et à celle de la République romaine d'être enfermé dans la prison d'un Bohème puis dans celle d'un Limousin. »

Un an plus tard, il envoya une lettre à Rienzo dans laquelle il put lire : « Vous me ferez dire ce que Cicéron disait à Brutus : Je rougis de vous ».
Incarcéré à Avignon, Rienzo est resté prisonnier jusqu’au 3 août 1353. Rappelé à Rome par le cardinal Gil Álvarez Carrillo de Albornoz, il n'échappa pas à son destin et mourut lors d'une nouvelle émeute du peuple romain.

### La mort de Laure et le Canzoniere

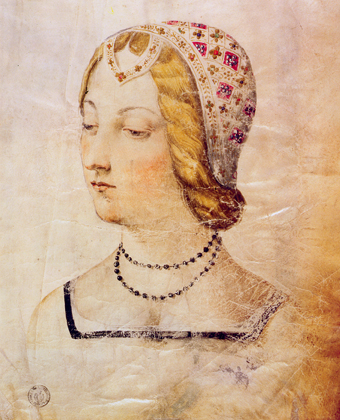
Laure de Sade

Le 6 avril 1348, vingt et un ans jour pour jour après sa rencontre avec Pétrarque, Laure, le parangon de toutes les vertus, trépassa, sans doute atteinte de la peste noire. Pétrarque était alors en ambassade auprès du roi Louis de Hongrie. Ce fut son ami Louis Sanctus de Beeringen qui, le 27 avril, lui envoya un courrier d’Avignon pour l’informer. Pétrarque reçut la missive le 19 mai. Outre la mort de l’aimée, elle l’informait qu’Avignon était vidé de ses habitants les plus notables, réfugiés dans les campagnes avoisinantes et que sept mille demeures étaient fermées.
De plus, le 3 juillet, son ami et protecteur, le cardinal Giovanni Colonna, décédait à son tour du mal contagieux. C'est à lui qu'en 1338, il avait confessé son amour pour Laure, cette dame de rang élevé, dont l'image le poursuivait dans ses pérégrinations et dans sa solitude de Vaucluse. Effondré, le poète ne put qu’écrire « La postérité pourra-t-elle croire à tant de malheurs ? ». Mais, son naturel reprenant le dessus, il composa un sonnet où il explique que « la mort paraissait belle sur son beau visage ». Celui-ci reste un des sommets de la poésie de Pétrarque, l'une des images les plus parfaites du concept idéal incarné par Laure.
Il ne lui restait plus qu’à compiler ses différents sonnets pour composer le Canzoniere dit encore Rime Sparse ou Rerum Vulgarum Fragmenta. Dans sa première partie, In Vita di Madonna Laura, le poète apparaît tourmenté par sa passion amoureuse, l'humaniste épris de vie et de gloire se heurte au chrétien cherchant à renier toutes ses faiblesses. Dans la seconde, In Morte di Madonna Laura, les tourments du poète se sont apaisés et Laure, transfigurée par la mort, devient plus tendre et plus accessible pour un François dont l'amertume a laissé place à la mélancolie.
Des poèmes qui allaient faire pendant des siècles le tour de l’Europe entière. Grâce à eux, Laure et Pétrarque entrèrent dans l'imaginaire amoureux au même titre que Tristan et Iseut ou Roméo et Juliette. L’impossible amour de Messer Francesco pour Madonna Laura avait, de toute éternité, trouvé son cadre sur les rives de la Sorgue. Il avait suffi de la magie d’une rencontre pour que le génie d’un des plus grands poètes puisse le magnifier. Car si Vaucluse est le lieu où germèrent les Épitres, c'est aussi et surtout la vallée dans laquelle l'amant de Laure vagabonda « de pensée en pensée, de monts en monts ».

### Le départ pour l'Italie...
Si les rapports de Pétrarque avec Clément VI avaient été quelquefois tendus, une estime réciproque unissait les deux hommes. Mais sentant venir la fin de ce pontife, le 16 novembre 1352, le poète voulut quitter définitivement sa retraite de Vaucluse. Surpris par une pluie torrentielle, il dut s'arrêter à Cavaillon. Là, il apprit que les routes vers l'Italie étaient bloquées soit par la neige, soit par des soldats débandés. Il préféra faire demi-tour.
Ses relations avec le nouveau pape Innocent VI furent peu amènes. Il faut dire que le poète avait pris en grippe non seulement la Curie mais aussi les physiciens de la Cour pontificale dont l'illustre Guy de Chaulhac et que son soutien affiché à Rienzo et ses partisans, contre lesquels luttait le cardinal Albornoz en Italie, lui avait valu l'hostilité du nouveau Souverain Pontife.
Il préféra quitter Vaucluse et le comtat Venaissin pour aller se faire oublier en Italie. Avant son départ, il s’arrêta à la chartreuse de Montrieux pour y rencontrer son frère Gérard. Pétrarque passa la frontière au Montgenèvre en mai 1353. La vue de son pays d'origine depuis le col souleva son émotion littéraire et il versifia :

« Salut terre très sainte, terre chérie de Dieu, terre douce aux bons, aux superbes redoutable. »

— Epistolææ metricæ, III, XXIV
Il avait quitté le village de Vaucluse au bon moment. En effet, le jour de Noël de cette même année, une bande de pillards pénétra dans la Vallis Clausa et la maison du poète fut brûlée.

### …et l’impossible retour à Florence
En route à Padoue, Pétrarque se vit remettre une lettre du Sénat de Florence par l’intermédiaire de son ami Boccace. Elle lui proposait de venir enseigner à l’Université florentine qui venait d'ouvrir et de rentrer en possession des biens paternels. Dans leur missive, les sénateurs florentins le couvraient de louanges :

« Illustre rejeton de notre patrie, il y a longtemps que votre renommée a frappé nos oreilles et remué nos âmes. Le succès de vos études et cet art admirable dans lequel vous excellez vous ont valu le laurier qui ceint votre front et vous rendent digne de servir de modèle et d’encouragement à la postérité. Vous trouverez dans les cœurs de vos compatriotes tous les sentiments de respect et d’affection auxquels vous avez tant de droit. Mais, afin qu’il n’y ait rien dans votre patrie qui désormais puisse encore vous blesser, nous vous accordons, de notre propre libéralité et par un mouvement de tendresse paternelle, les champs jadis ravis à vos ancêtres, qui viennent d’être rachetés des domaines publics. Le don est faible en lui-même, sans doute, et peu proportionné à ceux que vous méritez, mais vous l’apprécierez davantage si vous avez égard à nos lois, à nos usages, et si vous vous rappelez tous ceux qui n’ont pu obtenir une semblable faveur. Vous pouvez donc, à l’avenir, habiter dans cette ville qui est votre patrie. Nous nous flattons que vous n’irez pas chercher ailleurs les applaudissements que le monde vous donne et la tranquillité que vous aimez. Vous ne rencontrerez pas parmi nous des César et des Mécène. Ces titres nous sont inconnus. Mais vous rencontrerez des compatriotes zélés pour votre gloire, empressés à publier vos louanges et à étendre votre renommée, sensibles à l’honneur d’avoir pour concitoyen celui qui n’a pas d’égal dans le monde. Nous avons résolu, après mûre délibération, de relever notre ville en y faisant fleurir les sciences et les arts ; c’est par là que Rome, notre mère, acquit l’empire de toute l’Italie. Or il n’y a que vous qui puissiez remplir nos vœux. Votre patrie vous conjure, par tout ce qu’il y a de plus saint, par tous les droits qu’elle a sur vous, de lui consacrer votre temps, de présider à ses études et de concourir à lui donner ainsi un éclat qu’enviera le reste de l’Italie. Les magistrats, le peuple et les grands vous appellent ; vos dieux pénates et votre champ recouvré vous attendent. S’il y a dans notre style quelque chose qui vous blesse, ce doit être un motif de plus pour vous porter à vous rendre à nos vœux : vos leçons nous seront nécessaires.  Vous faites la gloire de votre patrie, et c’est à ce titre que vous lui êtes si cher ; c’est à ce titre qu’elle vous chérira davantage si vous cédez à ses instances. »

Pétrarque répondit négativement :

« J’ai assez vécu, mes chers compatriotes, suivant l’axiome du sage, qu’il faut mourir quand on n’a plus rien à désirer… Hommes illustres et généreux, si j’avais été auprès de vous, aurais-je pu solliciter rien de plus que ce que vous m’avez accordé en mon absence, et lorsque je ne le sollicitais pas ! Comblé de vos faveurs, j’oserais m’approprier la réponse que fit Auguste au Sénat, en versant des larmes : Arrivé au comble de mes vœux, que puis-je demander aux dieux si ce n’est que votre bonne volonté dure autant que ma vie ! Jean Boccace, interprète de votre volonté et porteur de vos ordres, vous dira combien je désire vous obéir et quels sont mes projets pour mon retour. Je les lui ai confiés. En vous remettant cette lettre, il vous fera connaître mes sentiments ; je vous prie de croire à ses paroles comme si je vous parlais moi-même. Fasse le ciel que votre république soit toujours florissante. »

Et il ne retourna jamais à Florence.

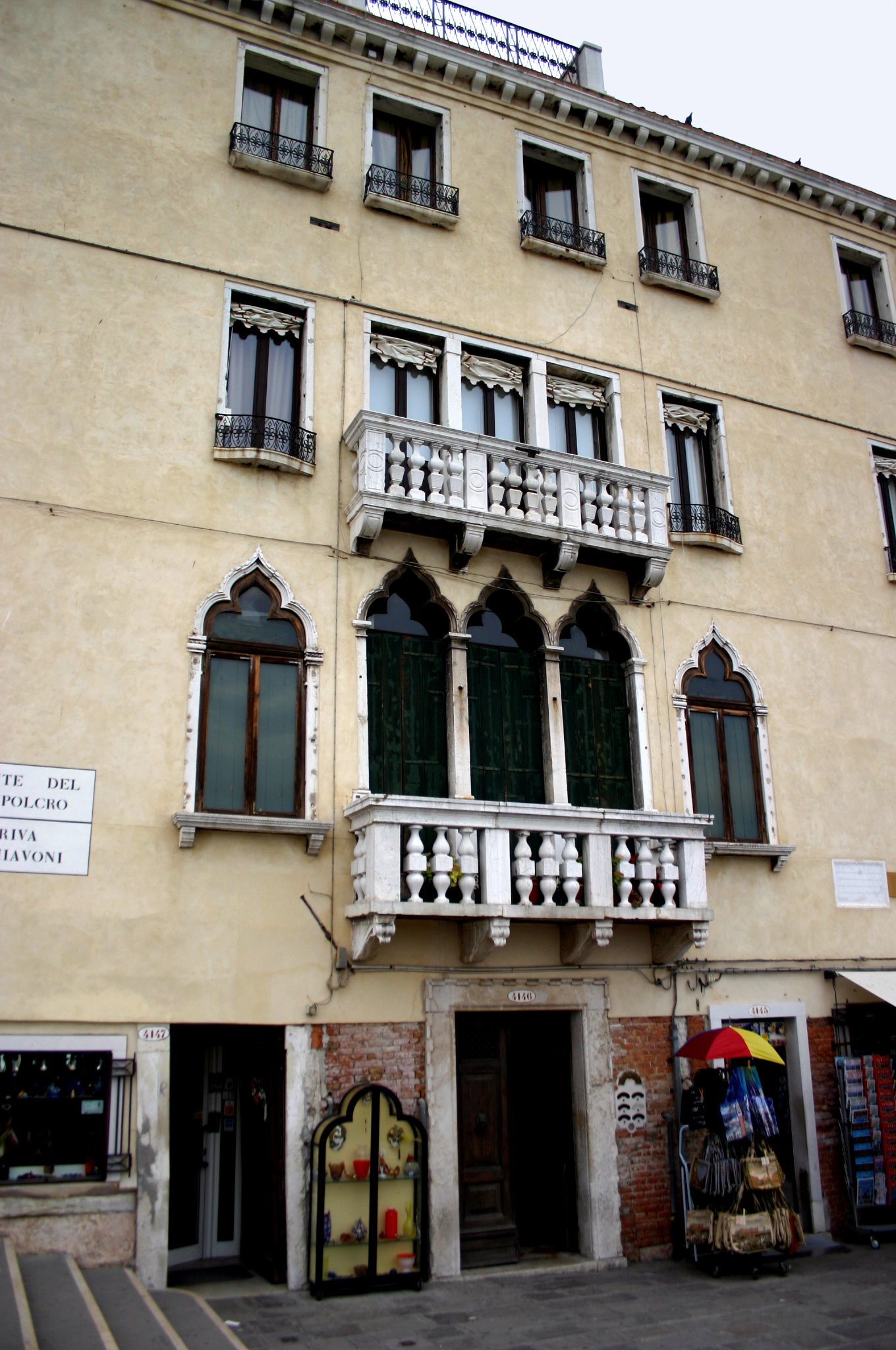
La maison de Pétrarque à Venise sur la Riva degli Schiavoni

### L’ambassadeur des Visconti
À l'invitation de l'archevêque Giovanni Visconti, il se fixa à Milan d'abord dans une petite maison près de Saint-Ambroise puis au monastère de Saint-Simplicien-hors-les-murs. Au cours des neuf années de son séjour lombard, il exerça à nouveau sa verve contre Guy de Chaulhac en publiant « Invective contre un médecin ».
En 1356, Barnabò et Galeazzo Visconti, potentats de Milan qui venaient de succéder à leur oncle Giovanni, le chargèrent de se rendre à Prague auprès de l’empereur Charles IV de Luxembourg. Sa présence en Lombardie n’empêcha point Innocent VI d’utiliser ses talents d’ambassadeur auprès du doge Giovanni Dolfin en 1357.
Le 13 janvier 1361, à Villeneuve-lès-Avignon, arriva l’ambassadeur de Galeazzo Visconti en l’Hôtel du Dauphin. C’était François Pétrarque. Après un discours d’une rare éloquence, il remit au roi de France, de la part du Milanais, la bague sertie d’un diamant perdu par Jean II à Maupertuis. Puis il offrit au Dauphin Charles une autre bague montée d’un rubis. Ravi, le roi voulut retenir le poète à sa Cour mais Pétrarque préféra rejoindre Milan.
À son retour, son fils Giovanni venait de mourir de la peste. Fuyant l'épidémie qui ravageait la plaine du Pô, il quitta les Visconti et se réfugia à Padoue à l'invitation de Francesco da Carrara. Il se rendit ensuite à Venise, en 1362, où il fut accueilli par le doge Lorenzo Celsi. Dithyrambique, le poète proclama :

« Ville auguste, seul réceptacle à notre époque de liberté, de paix et de justice, dernier refuge des bons, port unique où peuvent trouver abri les vaisseaux de ceux qui aspirent à la tranquillité »

— Seniles, Iv, III.
Il allait y rester cinq ans et fut rejoint par sa fille et son gendre. Le couple venait d'avoir une petite fille, Eletta. Au cours de ce séjour, il termina De Remediis et Familiari ainsi que son recueil Senili. Pour répondre aux attaques de jeunes vénitiens averroïstes, il composa De sui ipsius et multorum ignorantia, dégoûté d'avoir été traité d'ignorant par ce groupe.

### L’installation à Arqua

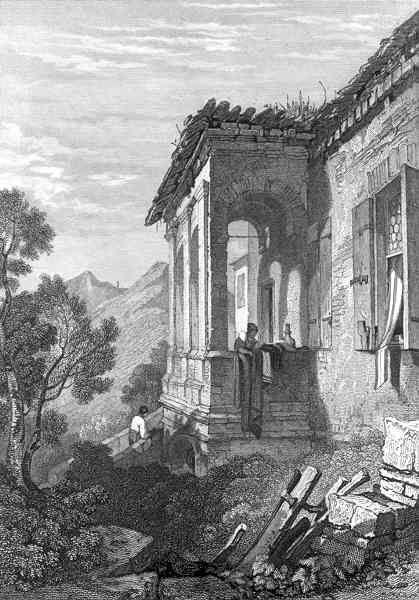
La maison du poète à Arqua, lithographie de 1831

En 1367, Pétrarque quitta la Sérénissime République avec sa fille Francesca et son gendre Francescuolo da Brossano pour se rendre à l’invitation de Francesco de Carrare, seigneur de Padoue. Le poète acheta alors une maison à Arqua, dans les Monts Euganéens.
Là, il apprit l’entrée triomphale d’Urbain V dans Rome le 16 octobre 1367. Pétrarque afficha une joie sans retenue. Il en fit part à son ami Francisco Bruni : « Jamais mes paroles n’ont égalé ce que je pense de ce pontife. Je lui ai fait des reproches que je croyais justes, mais je ne l’ai pas loué comme je voulais. Mon style a été vaincu par ses mérites. Ce n’est point l’homme que je célèbre, c’est cette vertu que j’aime et que j’admire avec étonnement. »
Le 30 mai 1368, Urbain V décréta Barnabò Visconti coupable de révolte contre l’Église et prêcha la croisade contre lui. Le pape désirait que Charles de Luxembourg en prenne la tête. Pétrarque quitta Arqua pour se rendre à Udine auprès de l’empereur et participer à la guerre contre les Visconti.
Deux ans plus tard, alors qu’il se rendait à Rome auprès d’Urbain V, une syncope frappa le poète. Le 4 avril 1370, il dut rédiger son testament.
Quand, en 1373, Grégoire XI annonça à son tour son intention de retourner à Rome, Pétrarque en fut comblé d’aise. Un an auparavant, désespéré, il avait rédigé son Apologia contra Gallum, où il réfutait la thèse favorable au maintien de la papauté en Avignon.
Cette année-là, le poète, fatigué par l’âge, accepta quand même de reprendre sa toge d’ambassadeur pour aider son ami Francesco de Carrare. Battu par les Vénitiens, ce dernier devait non seulement verser une forte rançon mais aussi livrer son fils en otage. Ce fut Pétrarque qui l’accompagna à Venise afin de le recommander au doge Andrea Contarini.
Pétrarque mourut à Arqua, le 19 juillet 1374, terrassé par une crise d’apoplexie. Sa fille le retrouva la tête reposant sur un livre. Francesca lui fit élever un mausolée et son gendre fut son exécuteur testamentaire. Sur un des piliers qui soutiennent son cercueil, figure la traduction littérale en latin d'un distique grec : Inveni requiem. Spes et fortuna, valete ! / Nil mihi vobiscum est ; ludite nunc alios (« J'ai trouvé le repos. Adieu illusions et fortune ! Vous n'êtes plus rien pour moi ; que d'autres vous servent de jouet »).

## La tombe et les restes

### Le tombeau

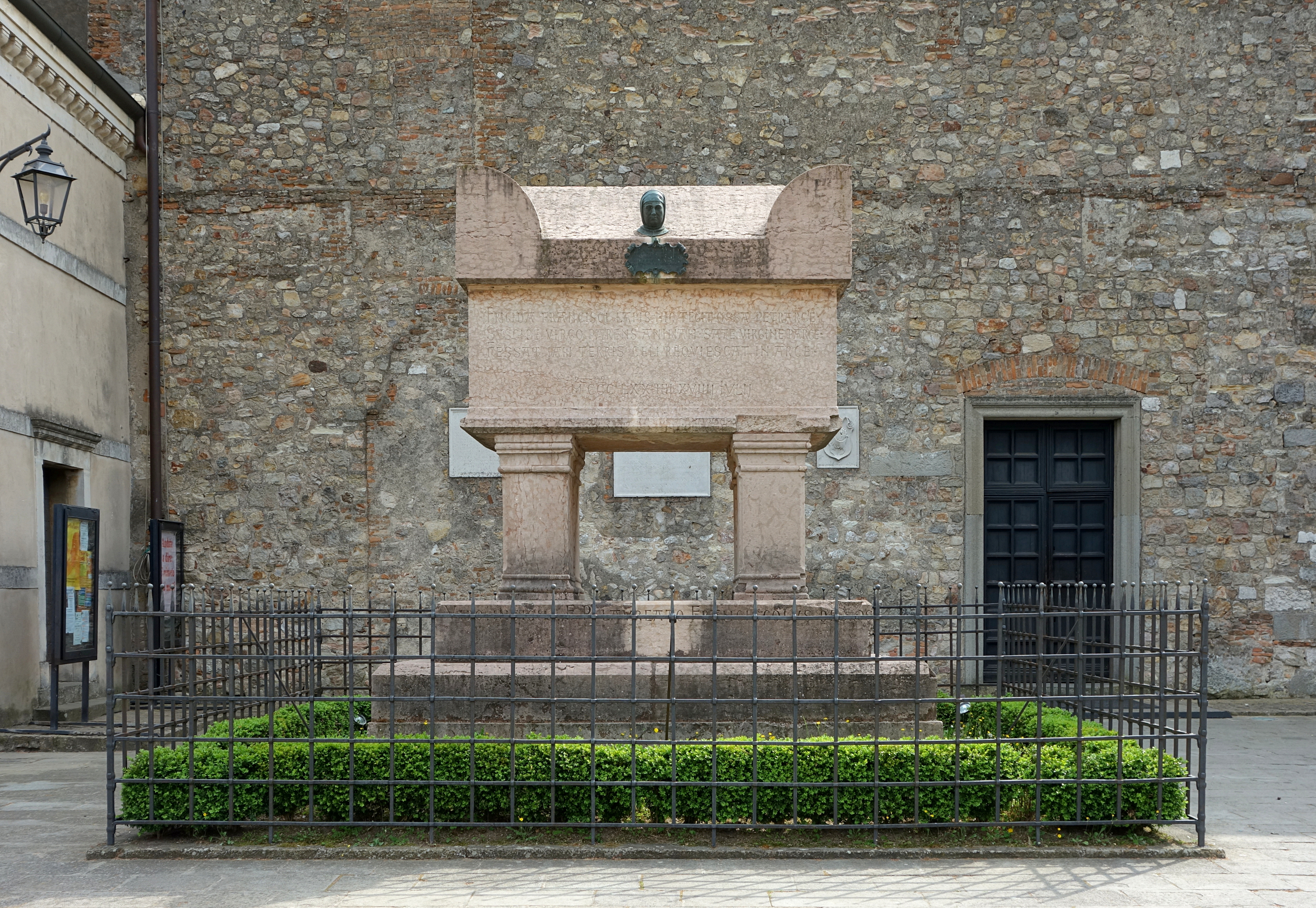
Tombeau du poète à Arquà, près de l'église de Santa Maria Assunta.

Par testament, les restes de Pétrarque ont été enterrés dans l'église paroissiale du village , puis placés par son gendre, en 1380, dans une arche de marbre à côté de l'église. Les vicissitudes concernant la dépouille de Pétrarque ont alimenté les comptes rendus.
Comme le raconte Giovanni Canestrini dans l'un de ses volumes écrits à l'occasion du 500e anniversaire de la mort de Pétrarque.
« Nel 1630, e precisamente dopo la mezzanotte del 27 maggio, questa tomba fu spezzata all'angolo di mezzodì [quindi a sud, n.d.a], e vennero rapite alcune ossa del braccio destro. Autore del furto fu un certo Tommaso Martinelli, frate da Portogruaro, il quale, a quanto dice un'antica pergamena dell'archivio comunale di Arquà, venne spedito in quel luogo dai fiorentini, con ordine di riportare seco qualche parte dello scheletro del Petrarca. La veneta repubblica fece riattare l'urna, suggellando con arpioni le fenditure del marmo, e ponendovi lo stemma di Padova e l'epoca del misfatto »
— Giovanni Canestrini, .

« En 1630, et précisément après minuit le 27 mai, cette tombe fut brisée à l'angle de midi [alors au sud, n.d.a.], et quelques os du bras droit furent pris. L'auteur du vol est un certain Tommaso Martinelli, un frère de Portogruaro, qui, selon un ancien parchemin des archives municipales d'Arquà, a été envoyé dans ce lieu par les Florentins, avec l'ordre de rapporter une partie du squelette de Pétrarque. La République vénitienne fit restaurer l'urne, en scellant les fissures du marbre avec des harpons, et en y plaçant les armoiries de Padoue et l'époque du méfait. »
— .
Les restes volés n'ont pas été retrouvés,. En 1843, le tombeau, qui était en très mauvais état, fut restauré par l'historien Pier Carlo Leoni (it), qui fut bouleversé par l'état dans lequel se trouvait le tombeau. Leoni, cependant dut abandonner et à la suite de complications bureaucratiques et de conflits de compétence et même de questions politiques, fut même jugé pour « profanation de tombe ».

### Le dilemme des restes
En novembre 2003, des anatomistes ont annoncé vouloir exhumer le corps de Pétrarque à Arquà Petrarca dans le but de vérifier les rapports établis au XIXe siècle indiquant qu'il avait une taille de 1,83 m, ce qui l'aurait rendu très grand pour cette période. Le groupe de scientifiques souhaitait aussi reconstruire son crâne pour obtenir une image numérisée de ses caractéristiques faciales. Malheureusement, la datation par le carbone 14 effectuée en 2004 a révélé que le crâne trouvé dans son cercueil n'était pas le sien,.

## Laure et la poésie
Dès le 6 avril 1327, un vendredi saint, à la vue de Laure à la sortie de l'église de Sainte-Claire d'Avignon, Pétrarque développa une longue passion célébrée dans le Canzoniere (Livre de Chant) puis dans I Trionfi.

### DuCanzoniere...
Épouse de Hugues de Sade ou personnage anonyme idéalisé ? La représentation réaliste de Laure dans ses poèmes contraste avec les clichés des troubadours et de l'amour courtois. Sa présence lui causait une joie inexplicable mais son amour non partagé lui fit endurer un désir insoutenable. Plus que Laure, c'est le poète lui-même qui est le personnage central. Au fil de chaque poème, il déroule « l'inquiétude de celui qui n'est plus très sûr des valeurs morales de son époque ».

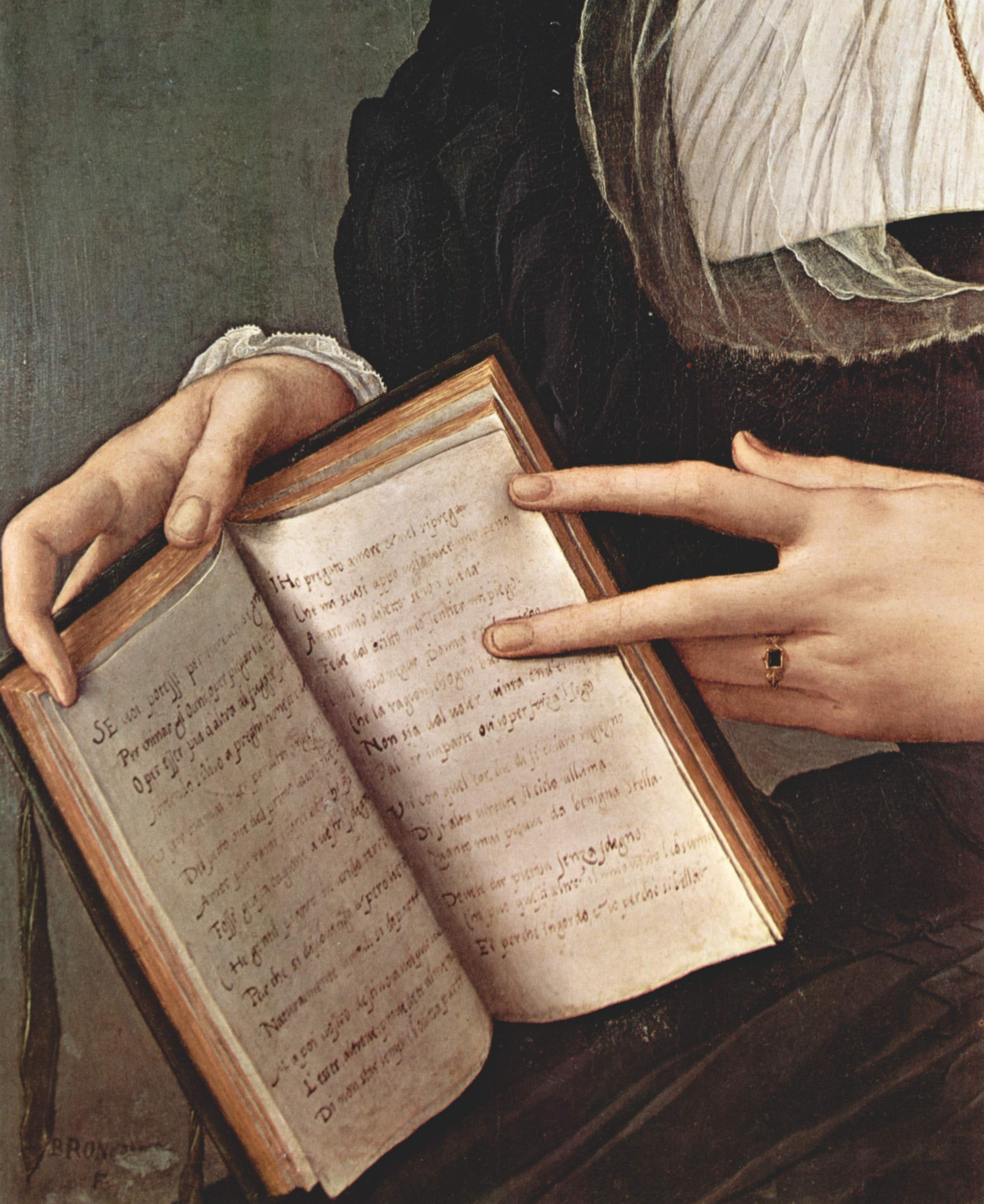
Détail du portrait de Laura Battiferri présentant le Canzoniere, Angelo Bronzino (1550 / 1555), Palazzo Vecchio de Florence

Partagé entre l'amour profane - il confesse son vil penchant pour les femmes - et la conception médiévale de l'amour - Laure, comme Béatrice, devant lui montrer la voie qui conduit au salut - Pétrarque se réfugie dans le rêve et magnifie dans ses vers ce qui pourrait être la réalité.
Marc Maynègre résume en deux phrases cette philosophie du poète : « Cette mise en scène, cette contemplation de lui-même, vont devenir contemplation esthétique, œuvre d'art. La Beauté devient alors l'Idéal du Poète ».
Maria Cecilia Bertolami constate : « Dès le premier sonnet, le Canzoniere se présente comme l'histoire exemplaire d'un échec. L'amour pour Laure, tel qu'il est décrit dans le premier sonnet du recueil, est un giovenile errore qui a conduit le poète à osciller constamment fra le vane speranze e il van dolore ».
Pétrarque a canalisé ses sentiments en poèmes d'amour exclamatifs plutôt que persuasifs et son œuvre montre son dédain envers les hommes qui harcelaient les femmes. À l'époque de la mort de Laure en 1348, le poète considérait son chagrin aussi difficile à vivre que l'était son précédent désespoir : 

« Dans mon jeune âge, j'ai lutté constamment contre une passion amoureuse débordante mais pure - mon seul amour, et j'aurais lutté encore si la mort prématurée, amère mais salutaire pour moi, n'avait éteint les flammes de la passion. J'aimerais certainement pouvoir dire que j'ai toujours été entièrement libre des désirs de la chair mais je mentirais en le disant. »

— Lettres à la Postérité, Pétrarque
Ève Duperray, commente : « Pétrarque reprend le thème néoplatonicien de l'amour comme médiateur entre le profane et le sacré. La poésie de Pétrarque est essentiellement une anagogie car elle se veut à la fois l'expression de l'extériorité des sentiments et de l'intériorité de la conversion ».
Et ce durant toute sa vie, c'est l'analyse que fait Pier Giorgio Ricci à partir du Canzioniere et des Triomphes, ses deux œuvres majeures en langue vulgaire : « Les désirs, les espérances, les angoisses, les tristesses de Pétrarque furent toujours les mêmes, à trente ans comme à soixante ans. C'est une remarque importante parce qu'elle révèle que le climat spirituel de Pétrarque n'eut point de développements quand bien même la disposition des poèmes du Canzioniere voudrait démontrer une ascension progressive de l'humain au divin, fait confirmé par les Triomphes qui manifestent également l'intention de considérer comme atteint ce « port tranquille » toujours convoité par le poète ».

### ... auTriomphe de l'Amour

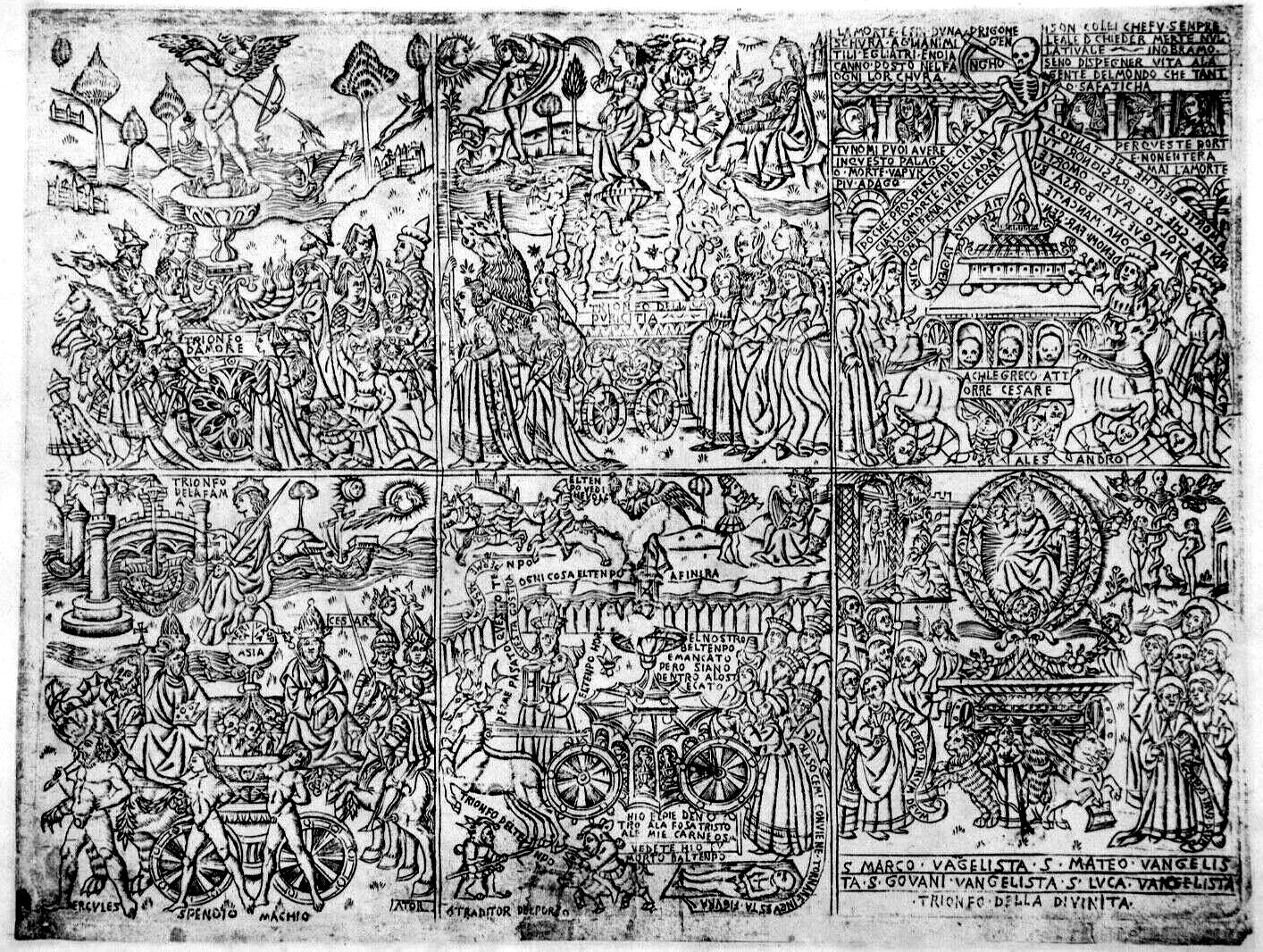
Les Triomphes de Pétrarque, gravure.

Si, dans le Canzionere, Laure n'existe qu'à travers les effets qu'elle provoque dans l'âme du poète, il en va tout autrement dans les Trionfi. Commencé en 1354, ce poème allégorique est un testament spirituel où triomphent, tour à tour, le Désir et la Chasteté, la Mort et la Gloire, le Temps et l'Éternité. Ève Dupperay commente ainsi cette œuvre : « Ce poème en langue italienne, en tercets d'hendécasyllabes à la manière dantesque, participe à l'œuvre la plus expérimentale de Pétrarque. Il s'inscrit dans une structure emboîtante de six Triomphes distribués en douze chapitres selon le schéma combatif et homicide du vaincu-vainqueur-vaincu où les abstractions personnifiées terrestres Amour, Chasteté, Mort, Renommée et célestes Temps, Éternité s'affrontent et s'efforcent crescendo sous un pouvoir plus irréductible dans un mécanisme qui s'accélère en degrés ascendants avec une unique triomphatrice : Laure ».
Dans cette épopée amoureuse, le poète adresse à sa muse provençale cette question qu'il avait laissée sans réponse dans le Canzoniere : 

« L'amour fit-il jamais naître dans votre esprit la pensée d'avoir pitié de mon long tourment ? »

Quittant enfin sa froideur habituelle, Laure déclare son amour à Francesco :

« Jamais loin de toi ne fut mon cœur, jamais ne le sera. »

Et le poète lui fait préciser : 

« En nous l'ardeur amoureuse était égale, avec toi était mon cœur, mais je n'osai porter mes yeux sur toi. »

Alors que le Canzoniere se clôt avec une invocation au nom de la Vierge Marie, les Triomphes se terminent sur celui de Laure, son éternel amour.
« Une Laure [qui] renvoie à quelque chose de plus haut, à une splendeur qui n'est plus humaine mais qui, cependant, garde et exalte cette humanité », explique Maria Cecilia Bertolami. Ce que confirme Pierre Dubrunquez pour qui Pétrarque, toujours hésitant entre attrait et retrait du monde, développe dans son œuvre : « Une sensibilité si neuve qu'elle ne sait pas encore ce qu'elle perçoit, et une conscience qui cherche dans son patrimoine spirituel une règle de conduite pour en user ».
C'est ce que laisse entrevoir Pétrarque dans une lettre adressée à l'un de ses amis[réf. nécessaire] :

« La part la plus considérable de la vie se passe à mal faire, une large part à ne rien faire, toute la vie à ne pas être à ce que l'on fait. Me citeras-tu un homme qui attribue une valeur réelle au temps, qui pèse le prix d'une journée, qui comprenne qu'il meurt un peu chaque jour ? »

— Sénèque, Lettre à Lucilius (I, 1-2).
Dans ce conflit entre l'humain et le divin, Pier Giorgio Ricci souligne que, dans chacune des œuvres du poète, « Il est possible de trouver des allusions au temps qui s'envole, à notre vie qui n'est qu'une course rapide vers la mort, au monde qui va, lui aussi, vers une fin inéluctable ».

### Les sonnets
Le sonnet de Pétrarque, dit sonnet italien, comprend un huitain suivi d’un sizain. Le huitain est composé de deux quatrains, le sizain de deux tercets. Il comporte une volta qui consiste en un changement majeur du sujet entre le huitain et le sixain. Le poète, dans la première moitié du poème, rime sur un thème, la seconde lui permettant de présenter, grâce à la ‘’volta’’, une réflexion personnelle à propos de ce même sujet.

## Œuvres

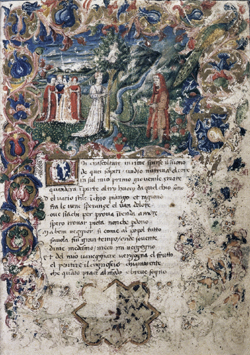
Rime, Trionfi de Pétrarque, Manuscrit du XVe siècle (Bibliothèque nationale, Rome)

Avec son premier gros ouvrage, Africa - une épopée en latin qui fait le récit de la deuxième guerre punique - Pétrarque devint une célébrité européenne. En effet, c'est cet ouvrage qui lui valut la couronne de lauriers des poètes et la reconnaissance de ses pairs.
Cependant, si ses œuvres en latin ont consacré sa célébrité de son vivant, c'est surtout son Canzoniere, rédigé en toscan, qui passa à la postérité. À partir du XVIe  et jusqu'au XVIIIe siècle, nombreux furent les imitateurs de son style pur et harmonieux. Ses imitations furent si nombreuses qu'elles ont donné naissance à un courant : le pétrarquisme. Il est caractérisé par les dialogues avec les modèles antiques, le recours aux antithèses, aux symétries et aux images.
Sa mort en 1374 empêcha Pétrarque d'achever ce qui aurait dû constituer sa troisième œuvre majeure : les Trionfi. Corrado Belluomo Anello, dans le catalogue de l'exposition Le Triomphe de l'Amour : Éros en guerre, souligne que le Carros de Raimbaut de Vacqueyras est parmi les sources possibles des Triomphes du poète. Le troubadour provençal l'a inspiré au même titre que la Divine Comédie de Dante et l'Amoroso Visionne de Boccace, la Bible ou les auteurs latins (Virgile, Ovide, Properce).
En dehors de l'Africa, du Canzoniere et des Trionfi, Pétrarque a laissé un très grand nombre de textes en latin : églogues invectives, biographies héroïques, récits exemplaires et plusieurs traités. Il faut ajouter à cela un Epistolario riche de plus de six-cents lettres adressées à ses parents, amis et même à certains grands penseurs de l'antiquité.
Parmi les œuvres latines de Pétrarque, on trouve De Viris Illustribus, le dialogue Secretum (dans lequel il fait le récit de ses pensées et de ses combats intérieurs et qui n'était pas destiné à la publication), un débat avec saint Augustin, un Rerum Memorandarum Libri, un traité incomplet sur les vertus cardinales, De Remediis Utriusque Fortunae, son œuvre en prose latine la plus populaire, Itinerarium, un guide sur la Terre promise et De Sui Ipsius Et Multorum Ignorantia, contre les Aristotéliciens. Il a écrit ses œuvres culturelles et son épopée poétique en latin, ses sonnets et chants en toscan, idiome qui allait dès lors fixer la langue littéraire italienne.

### Un texte apocryphe de Pétrarque

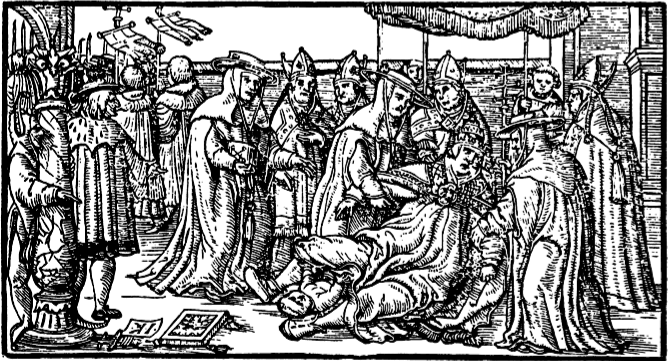
L'accouchement de Jeanne, gravure ornant le chapitre que Boccace consacra à la papesse dans ses Dames de renom

La Cronica delle vite de Pontefici et Imperatori Romani est généralement attribuée sans preuve à Pétrarque. Ce texte, qui fut pour la première fois imprimé à Florence en 1478 puis à Venise en 1534, est surtout célèbre car il élève la papesse Jeanne au rang de personnage historique.
En Italie, une tradition vivace voulait qu’une femme d'origine anglaise, mais née à Mayence, se fût travestie en homme pour poursuivre des études avec son amant. Ils se rendirent à Athènes puis à Rome. Anna ou Agnès, tel aurait été son prénom, dissimulant toujours son sexe, fut reçue dans les milieux ecclésiastiques et en particulier par la Curie. Son savoir et son charisme furent tels que le conclave l’éleva sur le trône de saint Pierre. Mais ce qui devait arriver arriva : la papesse se retrouva enceinte. Au cours d'une procession qui se déroulait entre Saint-Pierre du Vatican et Saint-Jean de Latran, elle fut prise de contractions et fut contrainte d’accoucher publiquement, ce qui lui valut d’être condamnée à mort.

### Manuscrits et incunables

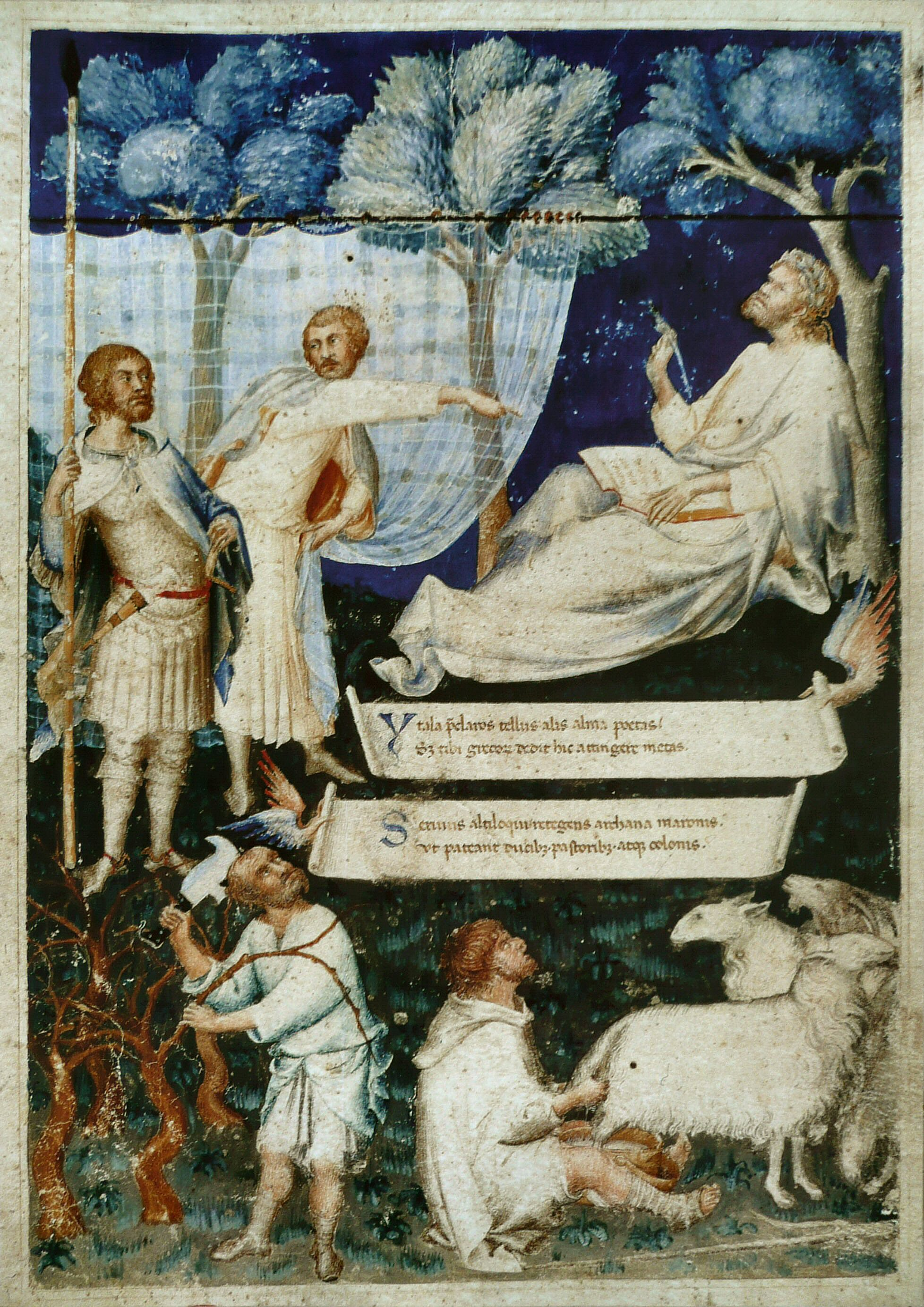
Le frontispice du Virgile de Pétrarque avec la miniature réalisée par Simone Martini (Bibliothèque Ambrosienne de Milan)

La Bibliothèque Ambrosienne de Milan possède dans ses collections le Virgile du poète avec son frontispice illustré par Simone Martini.
Dès le XIVe siècle commence la diffusion des œuvres du poète par des traductions.
En France, ce fut en 1378 que Jean Daudin rédigea De Remediis en français pour le Dauphin à la demande du roi Charles V.
Il fut suivi par Philippe de Mézières qui, entre 1384 et 1389, traduisit Griseldis.
À la Bibliothèque Inguimbertine de Carpentras se trouve l’un des plus anciens manuscrits du Canzoniere (milieu XVe siècle) avec, sur deux médaillons, les portraits de Pétrarque et de Laure de Sade. Ce recueil des sonnets à la louange de Madonna Laura débute ainsi : « In comincia la cantilena di Messer Francesco Petrarco famossimo poeta fiorentina chiamato il canzioneri... ».
Le Canzoniere et les Trionfi figure dans le manuscrit vénitien du cardinal Mazarin dont les enluminures furent réalisées par Cristoforo Cortese en 1420. Ce manuscrit se trouve à la Bibliothèque nationale de Paris (MS. ital. 549).
Un manuscrit des Trionfi, calligraphié à Florence par Besse Ardinghelli en 1442 et illustré par Apollonio di Giovanni, fait partie des collections de la Bibliothèque Laurentienne (Ms. Med. Pal. 72). Un autre manuscrit florentin des Trionfi, provenant du studio de Francesco d'Antonio del Ghierico et réalisé vers 1456-1457, est déposé à la Bibliothèque nationale (MS. ital. 548).
La bibliothèque de l'Université de Manchester possède seize éditions incunables des « Rime » de Pétrarque, depuis l'édition princeps de 1470, imprimée à Venise par Vindelinus de Spira, jusqu'à l'édition de 1486 avec sa typographie à la mode différenciant les vers (imprimés en gros caractères) et les commentaires (en petits caractères).
Une attention toute particulière doit être portée à la merveilleuse et rarissime édition Lauer de 1471 ainsi qu'à trois éditions vénitiennes différentes de 1473[réf. nécessaire].
En 1476, la ville de Florence offrit à Charles VIII, roi de France, un manuscrit des Triomphes somptueusement illustré (B. N. Ms. Ital. 548). Quant à celui de la Walter Art Gallery de Baltimore (Ms. W. 755), il a été composé à la fin des années 1480 par Sanvito.
Deux manuscrits vénitiens des Trionfi, datés de la fin du XVe siècle se trouvent l'un au Musée Jacquemart-André (Ms. 17) et son jumeau à la Bibliothèque Apostolique du Vatican (Ms. Vat. Lat. 3157). Au cours de la même période, à Paris, fut enluminé un livre des Triomphes de l'Amour par un artiste inconnu dénommé le Maître des Triomphes de Pétrarque (BN. fr. 594).
Manchester détient également deux éditions des Rime qui ne se trouvent pas dans la collection Willard Fiske de la bibliothèque de l'université Cornell : l'édition napolitaine de 1477 par Arnold de Bruxelles et une édition vénitienne de 1480 due à un imprimeur inconnu. Elle possède en outre quatre-vingt des (approximativement) cent-cinquante éditions publiées au cours du XVIe siècle, dont la totalité des éditions Aldine, les fameuses éditions lyonnaises contrefaites, ainsi que deux des dix exemplaires sur vélin de l'édition de 1501.
Enfin, la Bibliothèque nationale, le musée Condé à Chantilly et le British Museum possèdent les éditions du Laure d'Avignon : au nom et adveu de la Royne Catharine de Médicis, Royne de France, extraict du poete florentin François Petrarque ; mis en françois par Vaisquin Philieul à Carpentras. La première fut imprimée à Paris en 1548, la seconde à Avignon, en 1555.

#### Éditions des œuvres
- Chansonnier. Rerum vulgarium fragmenta, édition de Giuseppe Savoca, introduction de François Livi, traduction de Gérard Genot, Les Belles-Lettres, 2009  (ISBN 978-2-251-34496-6)

## Pétrarquisme et anti-pétrarquisme

### Italie
Une Accademia degli Umidi fut fondée par un groupe de jeunes marchands florentins en novembre 1540. Son but était d'offrir « une seconde chance à ces marchands qui n’ont pas eu accès à la culture classique ». Elle était consacrée à la poésie, à la philosophie puis aux sciences. Ses principaux fondateurs furent Niccolò Martelli, Luigi Tansillo, Annibal Caro et le Bronzino. Réunis autour de Giovanni Mazzuoli da Strada par une même admiration pour Dante et Pétrarque, une commune passion pour les lettres, leur but était de défendre l'utilisation de la langue florentine.
Placée au départ sous le simple patronage de Cosme Ier, elle passa sous sa coupe. Le grand-duc imposa statuts et membres, lieux de réunions et productions littéraires. Le 23 février 1541, elle changea son nom en Accademia Fiorentina o Società di Eloquenza, mais elle fut le plus souvent désignée sous celui de l'Accademia Fiorentina. Son premier secrétaire fut Anton Francesco Doni.

### France
À la suite d'une rencontre entre Jacques Peletier du Mans et Joachim du Bellay, puis avec Pierre de Ronsard, l'idée d'un renouveau littéraire germa et prit tout d'abord le nom de « La Brigade ». Il allait donner naissance à la « Pléiade », réunissant sept poètes très influencés par Pétrarque qui allaient se retrouver dans une même démarche, celle de « La Défense et illustration de la langue française ».
Au même moment, dans tous les pays de langue d'oc, une renaissance littéraire se fit aussi sous l'influence du pétrarquisme avec le gascon Pey de Garros (1525-1583), le provençal Bellaud de la Bellaudière (1543-1588) et le languedocien Auger Galhard (1540-1593). Il faut également compter parmi les adeptes du pétrarquisme le lyonnais Maurice Scève (1501-1564), à qui l'on a attribué de son temps la découverte du Tombeau de Laure.

### Angleterre et Écosse
Parmi les recueils de sonnets de la Renaissance anglaise imprégnés des réminiscences de Pétrarque, on peut citer Astrophil and Stella de Philip Sidney, composé vers 1582 et publié en 1591, exprimant la rébellion de l'amant et du poète contre les conventions du pétrarquisme. En 1594, Michael Drayton publie Idea’s Mirrour, et en 1595 Edmund Spenser, traducteur de Pétrarque, publie Amoretti. Un recueil de sonnets de William Shakespeare est publié plus tardivement, en 1609. En 1621, une poétesse, Mary Wroth, publie elle aussi un recueil de sonnets, Pamphilia to Amphilanthus, en annexe de The Countess of Mongomery’s Urania, un roman à clef qui fait scandale.

## Jugements sur Pétrarque et sur son œuvre

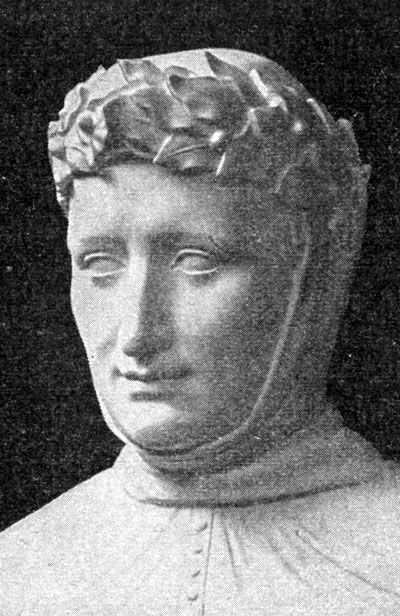
Statue de Pétrarque

Vittore Branca, dans sa biographie consacrée au poète, affirme que : « Pétrarque a occupé dans l'histoire de la poésie et de la culture de l'Europe chrétienne et moderne une place exceptionnelle : jamais, peut-être, un écrivain n'eut une influence aussi décisive ni aussi prolongée ».

### AuXIVesiècle
Quand il apprit la mort de Pétrarque, Grégoire XI salua en lui « une lumière éclatante de la sagesse morale » et demanda à Philippe de Cabassolle, son vicaire en péninsule italienne de lui procurer ou de lui faire copier, « De Africa », ses « Invectives » et « De Vita Solitaria ».

### AuXVesiècle
« Au grand Pétrarque, nous sommes redevables en premier lieu d'avoir fait surgir du caveau des Goths les lettres depuis longtemps ensevelies. »

— Jean Pic de la Mirandole (1463-1494)

### AuXVIesiècle

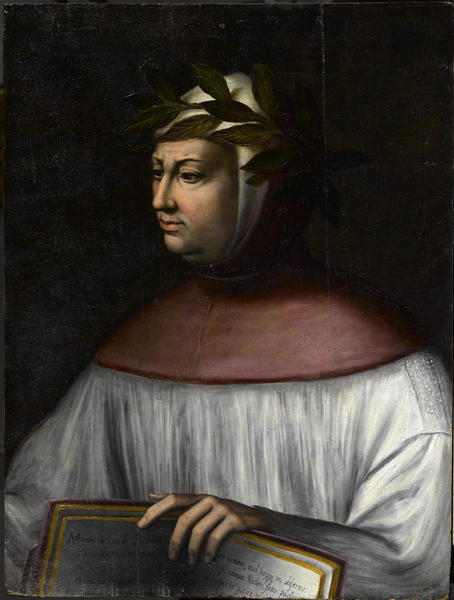
Portrait de Pétrarque par Giorgio Vasari.

« J'allèguerai Pétrarque, duquel j'ose bien dire que, si Homère et Virgile avaient entrepris de le traduire, ils ne pourraient le rendre avec la même grâce et naïveté. »

— Joachim du Bellay (1522-1560)

### AuXVIIesiècle
La reine Christine de Suède (1626-1689) qui lui portait une admiration sans borne eut ce mot à son sujet : « Grandissimo filosofo, grandissimo innamorato, grandissimo poeta ! ».
Madeleine de Scudéry, qui tenait le poète vauclusien en grande estime, lui rend hommage dans Clélie puis dans Mathilde où elle narre le récit de ses amours avec Laure. Dans cette dernière nouvelle, la Grande Précieuse fait quatorze fois référence à des sonnets du Canzionere.

### AuXVIIIesiècle
Le poète vauclusien a perdu toute son aura et est même dénigré. C'est ce que fait Voltaire en 1764 :

« Pétrarque, après tout, n'a peut-être d'autre mérite que d'avoir écrit des bagatelles sans génie dans un temps où ces amusements étaient fort estimés parce qu'ils étaient rares. »

— Lettre aux auteurs de la Gazette littéraire, 6 juin 1764
Seul l'Abbé de Sade (1705-1778) s'intéressa au poète auquel il consacra trois tomes intitulés Mémoires pour la vie de François Pétrarque, tirés de ses œuvres et des auteurs contemporains avec les notes ou dissertations et les pièces justificatives.

### AuXIXesiècle
Chateaubriand et Victor Hugo, les deux géants de la littérature française, lui rendirent hommage en des termes tout à fait différents :

« Siècle fécond, jeune, sensible, dont l'admiration remuait les entrailles ; siècle qui obéissait à la lyre d'un grand poète, comme à la loi d'un législateur. C'est à Pétrarque que nous devons le retour du souverain pontife au Vatican ; c'est sa voix qui a fait naître Raphaël et sortir de terre le dôme de Michel-Ange »

— François-René de Chateaubriand, Mémoires d'outre-tombe,  partie 2, livre 14, chapitre 2 (Voyage dans le midi de la France, 1802)

« Pétrarque est une lumière dans son temps, et c’est une belle chose qu’une lumière qui vient de l’amour. Il aima une femme et il charma le monde. Pétrarque est une sorte de Platon de la poésie ; il a ce qu'on pourrait appeler la subtilité du cœur, et en même temps la profondeur de l’esprit ; cet amant est un penseur, ce poète est un philosophe. Pétrarque en somme est une âme éclatante. Pétrarque est un des rares exemples du poète heureux. Il fut compris de son vivant, privilège que n’eurent ni Homère, ni Eschyle, ni Shakespeare. Il n'a été ni calomnié, ni hué, ni lapidé. Pétrarque a eu sur cette terre toutes les splendeurs, le respect des papes, l’enthousiasme des peuples, les pluies de fleurs sur son passage dans les rues, le laurier d'or au front comme un empereur, le Capitole comme un dieu. »

— Victor Hugo, Lettre autographe conservée au musée Pétrarque, 18 juillet 1874
Verlaine a écrit un sonnet intitulé : 
À la louange de Laure et de Pétrarque

Chose italienne où Shakspeare a passé

Mais que Ronsard fit superbement française,

Fine basilique au large diocèse,

Saint-Pierre-des-Vers, immense et condensé,

Elle, ta marraine, et Lui qui t’a pensé,

Dogme entier toujours debout sous l’exégèse

Même edmondschéresque ou francisquesarceyse,

Sonnet, force acquise et trésor amassé,

Ceux-là sont très bons et toujours vénérables,

Ayant procuré leur luxe aux misérables

Et l’or fou qui sied aux pauvres glorieux,

Aux poètes fiers comme les gueux d’Espagne,

Aux vierges qu’exalte un rythme exact, aux yeux

Épris d’ordre, aux cœurs qu’un vœu chaste accompagne.

Paul Verlaine Jadis et naguère

### AuXXesiècle
Pierre de Nolhac (1869-1936), qui fut conservateur du musée de Versailles et l'un des meilleurs spécialistes de Pétrarque et de son école, écrivit : 

« Pétrarque est donc du petit nombre des esprits auxquels, sans le savoir, nous devons tous quelque chose de notre vie intellectuelle. Il faut juger sa grandeur à celle des idées qu'il a fait revivre et dont l'Europe n'a pas encore, après des siècles, cessé de nourrir sa pensée. »

En 1947, Aragon et Picasso unirent leurs talents pour faire éditer à 110 exemplaires Cinq sonnets de Pétrarque. Aragon, pour cet hommage, a finement pétrarquisé en plaçant en exergue « They said Laura was somebody else », jeu de mots bien dans la veine du poète vauclusien où le texte anglais qui affirme « Ils disent que Laure était une autre » laisse à entendre et à lire le nom d'Elsa.
En 2009, la principauté de Monaco rendit hommage à Pétrarque par l'émission d'un timbre-poste à son effigie, dessiné par Cyril de La Patellière. Le projet se trouve au Musée-bibliothèque Pétrarque de Fontaine-de-Vaucluse.

## Publications

### Œuvres de Pétrarque
- L’édition bilingue et critique en cours de publication aux Belles Lettres dans la collection « Classiques de l’humanisme », contient les œuvres suivantes dans la version la plus complète publiée à ce jour[Quand ?] en français : 
  - Lettres familières (6 volumes) ;
  - Lettres de la vieillesse (5 volumes) ;
  - L'Afrique (2 volumes);
  - Le Chansonnier (coffret de 2 volumes, incluant Rerum vulgarium et Fragmenta).

- Les Triomphes, illustrés par le vitrail de l'Aube au XVIe siècle, traduits et annotés par Jean-Yves Masson ; direction scientifique de l'iconographie et introduction de Flavie Vincent-Petit ; introduction et commentaires des œuvres de Paule Amblard ; photographies de Christophe Deschanel, Paris, Éditions Diane de Selliers, 2018, 318 p.
- Correspondance choisie, lettres choisies et préfacées par Pierre Laurens ; commentaire de Ugo Dotti mis en français par Frank La Brasca, Paris, les Belles lettres, coll. « Editio minor » 2019, 805 p.
- De Remediis utriusque fortune Liber (Contre la bonne et la mauvaise fortune). Un exemplaire (manuscrit enluminé du XVe siècle) se trouve à la Bibliothèque du patrimoine de Clermont Auvergne Métropole, et consultable en ligne sur Overnia.

### Traductions duCanzoniereen français
- Canzoniere, tr. Ferdinand L. de Gramont, Paris, Masgana, 1842 ; rééd. Paris, Gallimard, coll. « Poésie », 1983.
- Canzoniere, tr. Pierre Blanc, Paris, Bordas, 1988.
- Je vois sans yeux et sans bouche je crie, Vingt-quatre sonnets de Pétrarque traduits par Yves Bonnefoy ; accompagné de dessins originaux de Gérard Titus-Carmel, Paris, Galilée, coll. « Lignes fictives », 2011  (ISBN 978-2-7186-0849-5).
- Canzoniere, tr. René de Ceccatty, Gallimard, coll. « Poésie », 2018  (ISBN 9782072743757).